# I. László magyar király
I. László vagy Szent László (horvátul: Ladislav I, latinul: Ladislaus I.) (Lengyel Királyság, 1040 körül – Nyitra, 1095. július 29.) 1077-től 1095-ben bekövetkezett haláláig magyar király és horvát király. I. Béla király és Richeza királyné másodszülött fia. Nevéhez fűződik a magántulajdon védelmének megszilárdítása, Horvátország elfoglalása (1091) és az első magyar szentek avatása. Őt magát is szentté avatták 1192-ben, és kivételes fizikuma miatt nevezik az „Isten atlétájának” is.
I. Béla király halála (1063) után Géza és László hercegek elismerték unokatestvérüket, Salamont törvényes királynak, akivel a következő évtizedben jó kapcsolatuk volt. A nevezetes történet a kun által elrabolt leánnyal ebből a korszakból származik. A kapcsolat az 1070-es években romlott meg, és a hercegek fellázadtak Salamon ellen. A trónt Géza 1074-ben szerezte meg, de az ország nyugati határvidékén Salamon uralkodott tovább. Ebben az időben László volt Géza legfőbb tanácsadója.
Géza halála (1077) után hívei László mellé álltak, és őt tették meg királynak. Salamon IV. Henrik segítségével ellenállt; László az invesztitúraharcban IV. Henrik ellenfeleit támogatta. Salamon 1081-ben lemondott, de utána mégis megpróbálta visszaszerezni a koronát. Emiatt László bebörtönözte, de két évvel később a szentté avatások alkalmával szabadon engedte.
A sorozatos belviszályok után Lászlónak helyre kellett állítania a közbiztonságot, a lopást és rablást csonkítással vagy halállal büntette. 1091-ben elfoglalta Horvátország legnagyobb részét, ami a középkori Magyar Királyság terjeszkedésének kezdetét jelentette. Keleten legyőzte a kunokat és a besenyőket, amivel a keleti határokat 150 évre bebiztosította. Az utolsó években éppen a horvát hódítás miatt romlott meg a kapcsolata a Szentszékkel, mert a pápa a saját hűbérbirtokának tekintette a megszerzett horvát területet, de ezt László nem ismerte el.
A legendák kegyes lovagkirályként mutatják be, mint a késő lovagkori lovagi eszmény megtestesítőjét. Népszerű szent Magyarországon és a környező országokban, sok templomnak ő a védőszentje. A szentté avatott királyhoz több, a mai napig is fennmaradt ereklye és tárgyi emlék köthető. Ilyen például a győri bazilikában található Szent László-herma, továbbá jobbja, amit a dubrovniki ferences kolostorban őriznek.
Uralkodása idején alakultak ki a királyi szertartásrend alapjai, ez hozzájárult a Magyar Királyság központosított államhatalma megerősödéséhez, és e protokollrendszer később a nemzeti identitás egyik alapkövévé vált.

## László herceg élete

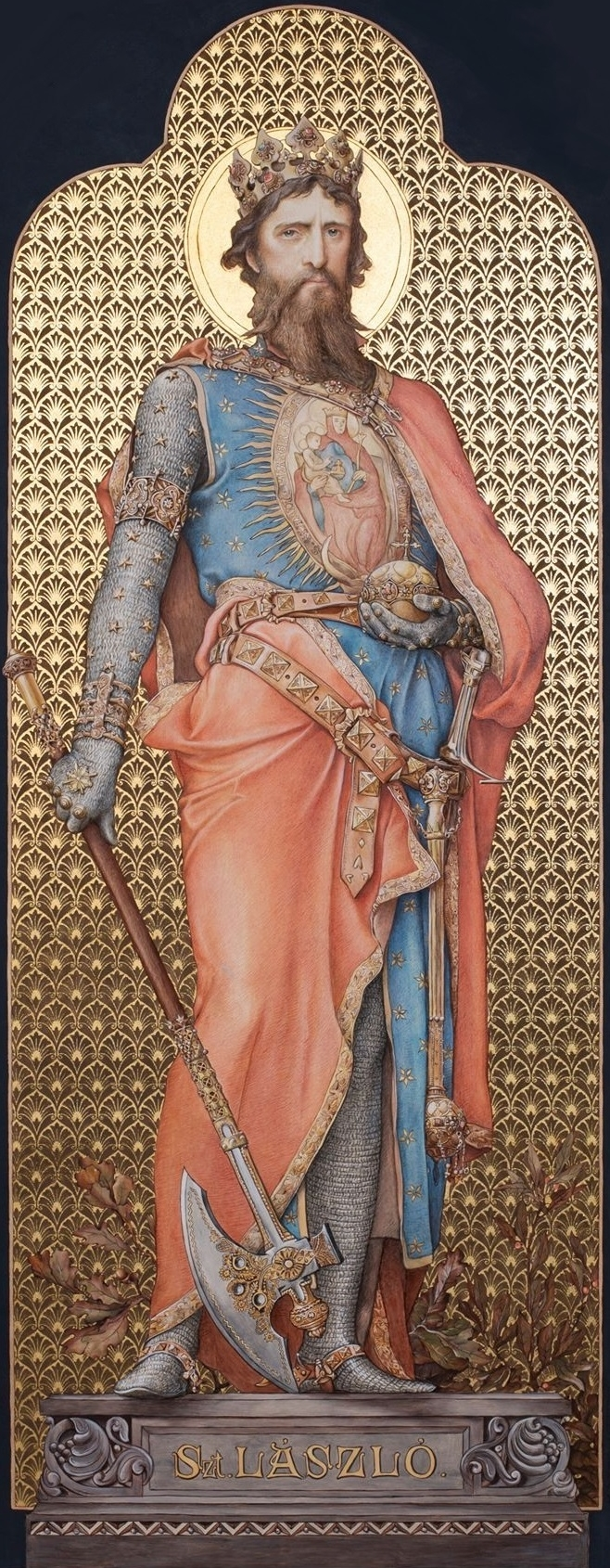
Szent László alakja a Szent István-teremben, a Budavári Palotában

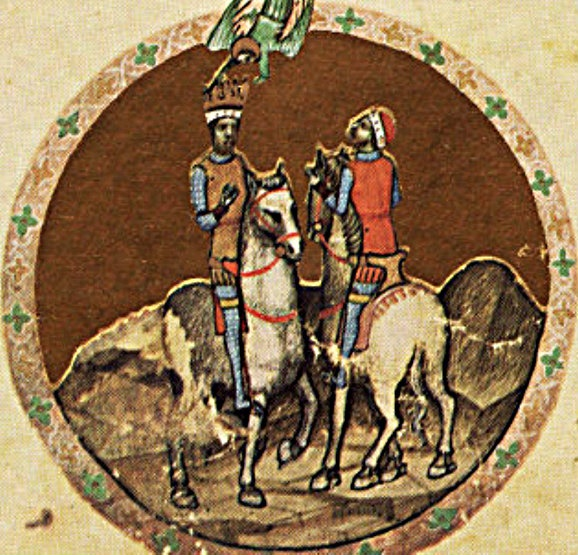
László herceg és testvére, I. Géza király. Miniatúra a Képes krónikából

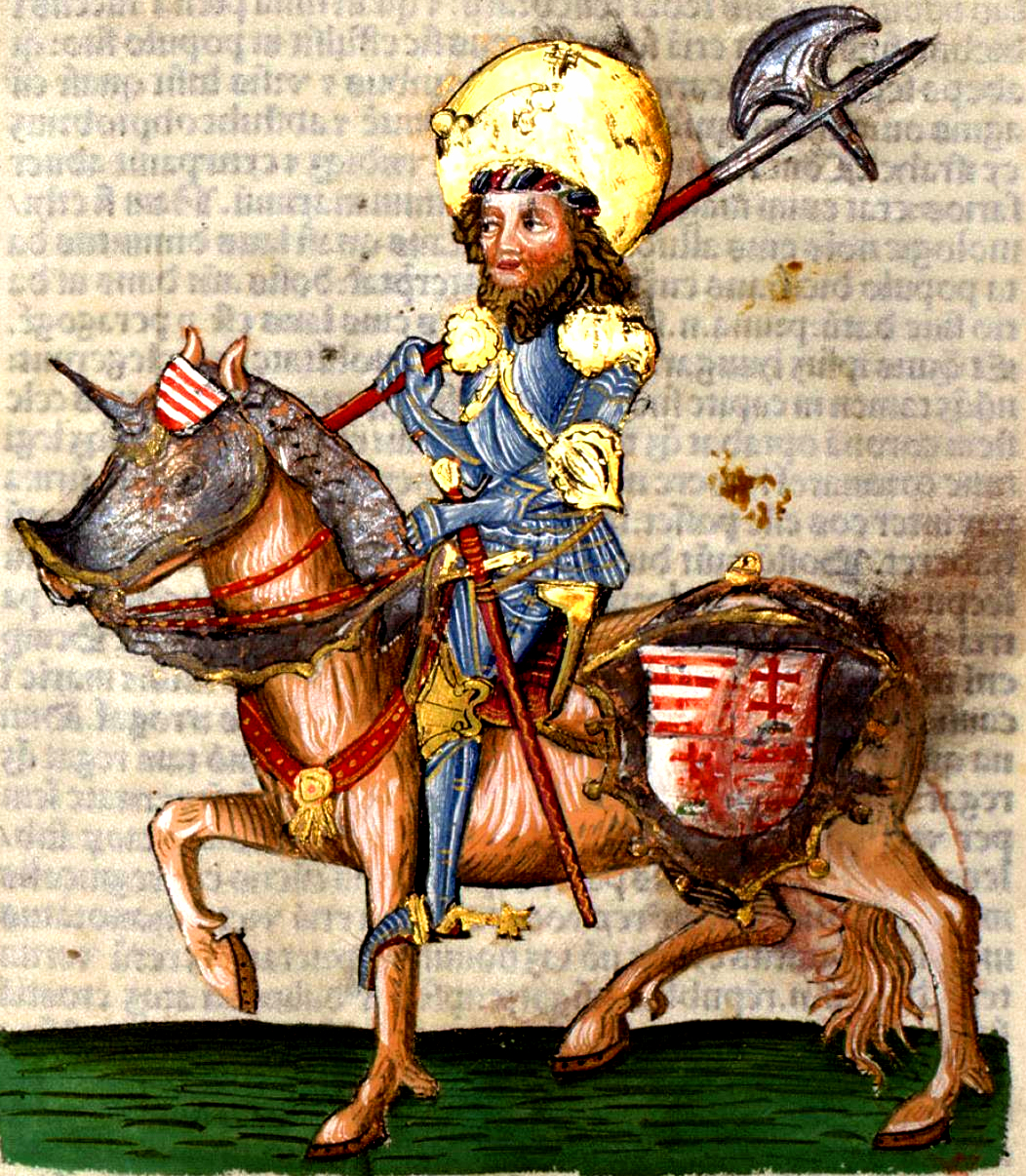
Szent László ábrázolása a Thuróczi-krónikában

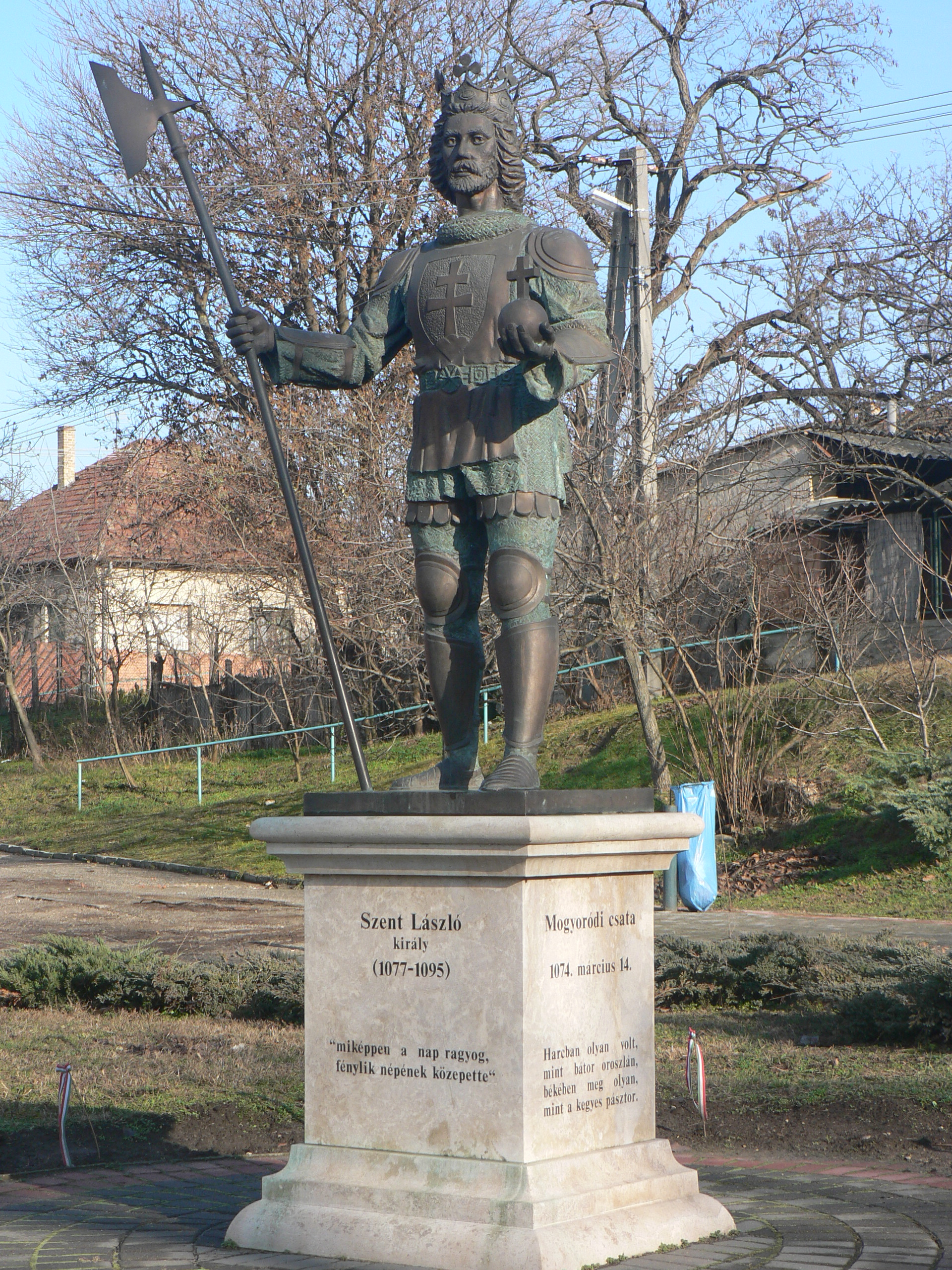
Szent László király szobra a mogyoródi csata emlékére (Mogyoród)

László 1040 körül született a Lengyel Királyságban. Apja I. Béla magyar király, anyja pedig a Piast-dinasztiából származó Richeza lengyel hercegnő volt. Bélának és feleségének összesen hét gyermeke született (4 fiú, 3 lány), László volt a másodszülött. Életének első éveit lengyel földön töltötte, ahová apja 1030-ban költözött, miután száműzték Magyarországról. Az első lengyel krónikaíró, Gallus Anonymus szerint majdnem lengyellé vált, hiszen lengyel szokásokat vett fel. Még a neve is szláv eredetű: a László ugyanis a Vladislav magyarosított változata.
Lengyelországból 1048 táján tért haza apja családjával. Béla megkapta a hercegséget, ami az ország egyharmadát jelentette. László 1057-ben vagy 1063-ban részt vett I. András király fiának, az akkor még gyermek Salamon hercegnek a megkoronázásán, amelyhez atyja és bátyja mellett ő is a beleegyezését adta.
A 11. század végén még nem volt bevett gyakorlat a magyar uralkodók esetében az elsőszülött fiú trónöröklési joga, ezért az utódlást gyakran harc döntötte el a lehetséges örökösök között. Így Salamon megkoronázása után kiéleződtek az ellentétek I. András és testvére, Béla herceg között. A konfliktusban László az apja mellé állt, így 1060-ban ő is Lengyelországba kényszerült távozni. Innen azonban lengyel hadak élén tértek vissza, és még az év őszén a Tiszántúlon Béla legyőzte I. Andrást. András később belehalt sebesüléseibe, és az általa alapított tihanyi apátságban temették el 1060 végén. Ezt követően Székesfehérváron királlyá koronázták Bélát.
A források Lászlót legközelebb 1063-ban említik, amikor apja, Béla király dömösi halála után testvérei, Géza és Lampert társaságában IV. Henrik és Salamon támadása elől ismét Lengyelországba menekült. 1064 elején, miután kivonultak a németek, II. Boleszláv katonai támogatásának köszönhetően jöttek vissza, és a tárgyalások eredményeként Géza és Salamon megosztoztak az országon. Géza, László és Lambert dukátust (hercegséget) kaptak. Salamont újra megkoronázták Székesfehérváron. A hercegek megosztoztak a dukátuson, Bihar környéke Lászlóé volt.
A testvérek 1071-ig jó viszonyban voltak Salamonnal. Ezt bizonyítja, hogy 1068-ban közös erővel a cserhalmi csatában győzték le az erdélyi Doboka vármegyében levő Kerlésnél a Cserhalom (Eichenhügel) hegyen a moldvai részek felől támadó úzokat (más források szerint besenyőket). A csatában a magyar haderőt vezető mindhárom vezér kitűnt személyes bátorságával is. Ehhez az ütközethez fűződik László párviadala a pogány „kun” vitézzel.
1071-ben a besenyők a nándorfehérvári görög őrség biztatására Zimonynál betörtek a Szerémségbe, és nagy zsákmánnyal távoztak. A királyi és a hercegi hadak Szalánkeménnél táboroztak, a besenyő támadás hírére ostrom alá fogták Nándorfehérvár és Szerém várát, s két hónapos ostrom után mindkettőt elfoglalták. Ekkor azonban gyökeres fordulat következett be Salamon és Géza viszonyában, mivel nem tudtak a hadizsákmány elosztásában megegyezni. László – természetesen – bátyja mellé állt.
1072-ben a bizánciak visszafoglalták Nándorfehérvárt. Megtorlásul Salamon és Géza hadai betörtek bizánci területre, és Nissáig hatoltak, ahonnan elhozták Szent Prokop ereklyéjét, s a szávaszentdemeteri ortodox monostornak adományozták. A hercegek szerint azonban a hadjáratot a király a velük való leszámolásra szerette volna felhasználni. Ennek megelőzése végett László nem vett részt a háborúban, csapatait a nyírségi részeken tartotta, készen arra, hogy bosszút álljon, ha Gézával valami történne. Salamon emiatt nem is mert Gézával szembeszállni, a két fél inkább a békés megoldást kereste, és 1073-ban végül fegyverszünetet kötöttek.
Ezalatt a háttérben élénk diplomáciai tevékenység folyt. Salamon német seregeket hívott segítségül, László és Lampert hercegek pedig rutén, cseh és lengyel segítség után kilincseltek. László először a Kijevi Ruszban tárgyalt, de nem talált támogatókra. Moráviában viszont sikerrel jártak és támogatást kaptak. Gézának és Lászlónak sikerült továbbá VII. Gergely pápa (1073–1085) támogatását is elnyerniük, akinek a császárral fokozódó ellentétei hamarosan nyílt invesztitúraharcba torkolltak.
1074. február 26-án Kemejnél (Szolnok vármegye) Salamon ugyan legyőzte Géza herceg seregét, de László Vác mellett találkozott menekülő testvérével. A Képes krónika szerint égi jelek jövendölték meg nekik a győzelmet és Géza koronázását. Március 14-én, miután László herceg Ottó morva herceg csapataival csatlakozott Géza hadához, Salamon Mogyoródnál döntő vereséget szenvedett, és kénytelen volt a nyugati határszélre menekülni. A csata kimenetelében nagy szerepet játszott László katonai, hadvezéri tehetsége, aki a bihari csapatokat vezette a bal szárnyon. A morva-magyar haderő felállítását, taktikáját ő dolgozta ki, és ez, valamint a jól megválasztott hadrend jelentősen hozzájárult a testvérek győzelméhez. Lászlót jól sikerült hadicselekedetei rendkívül népszerűvé tették. Salamon a nyugati határon apósától, IV. Henriktől kért további segítséget.
Géza királlyá választása után László a dukátus birtokában továbbra is nagy szolgálatokat tett fivérének. Így még 1074 nyarán ő állította meg Salamon egyik támadását Nyitránál, akit IV. Henrik német-római császár jelentős katonai erővel támogatott, de a győzelem ellenére sem sikerült Salamont elfognia. Géza rövid uralkodása (1074–1077) alatt végig fennmaradt a patthelyzet: Moson és Pozsony környéke Salamon birtokában maradt. László volt egyben Géza fő tanácsadója is. László rábeszélte Gézát, hogy Vácott, ahol a győzelmüket megjövendölték, templomot építtessen. Amikor a testvérek az alkalmas helyet keresték a templom számára – a legenda szerint – egy nagy gímszarvas jelent meg a szarvain sok égő gyertyával. Ezt égi jelnek tekintve, azon a helyen kápolnát, majd bazilikát emeltek, aminek Szent Szűz lett a védőszentje. László ide temettette bátyját végakarata szerint.

## Családja
László király az Árpád-ház leszármazottja, I. Béla király és Richeza királyné másodszülött fia.

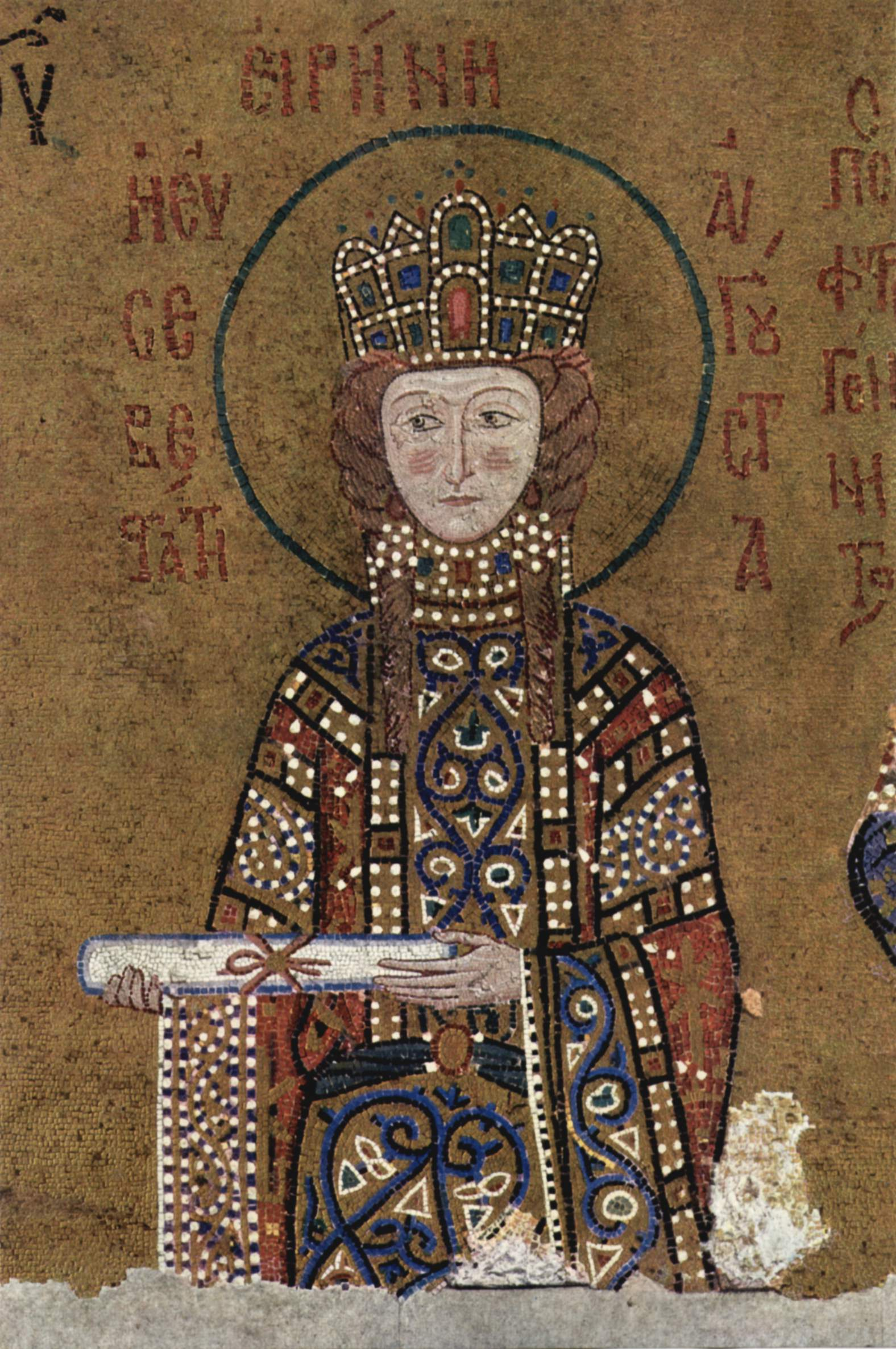
László király lányának, a Bizáncban Eiréne-Iréné császárnéként és szentként ismert Piroskának mozaikportréja. Hagia Szophia, (Isztambul, Törökország).

László 1078 körül Rajnai Rudolf sváb herceg és Savoyai Adelhaid leányát, Rajnai Adelhaidot vette feleségül, ezzel azonban rossz irányba kötelezte el magát, mert a német-római ellenkirályként fellépő Rudolf már 1080-ban meghalt a csatamezőn. Bizonyossággal csak két lány gyermekük ismert. Egyikük Piroska (Prisca), Komnénosz II. János bizánci császár felesége, Eiréne néven császárné lett, majd halála után szentté avatták és Magyarországi Szent Irén néven tisztelik. Másik lányának neve nem ismert (esetleg Zsófia), őt Jaroszláv volhíniai fejedelem vette nőül 1090 körül.
Makk Ferenc szerint volt egy korábbi felesége is, akinek a neve és származása ismeretlen (neve esetleg Gizella) és lehetségesnek tartja, hogy ebből a házasságból született az ismeretlen nevű lánya, aki Jaroszláv felesége lett. Sághy Marianne szerint mindkét lány Adelhaidtól született, és esetleg volt egy harmadik lányuk is (neve esetleg Irén v. Berta).

## Uralkodása

### Trónra lépése

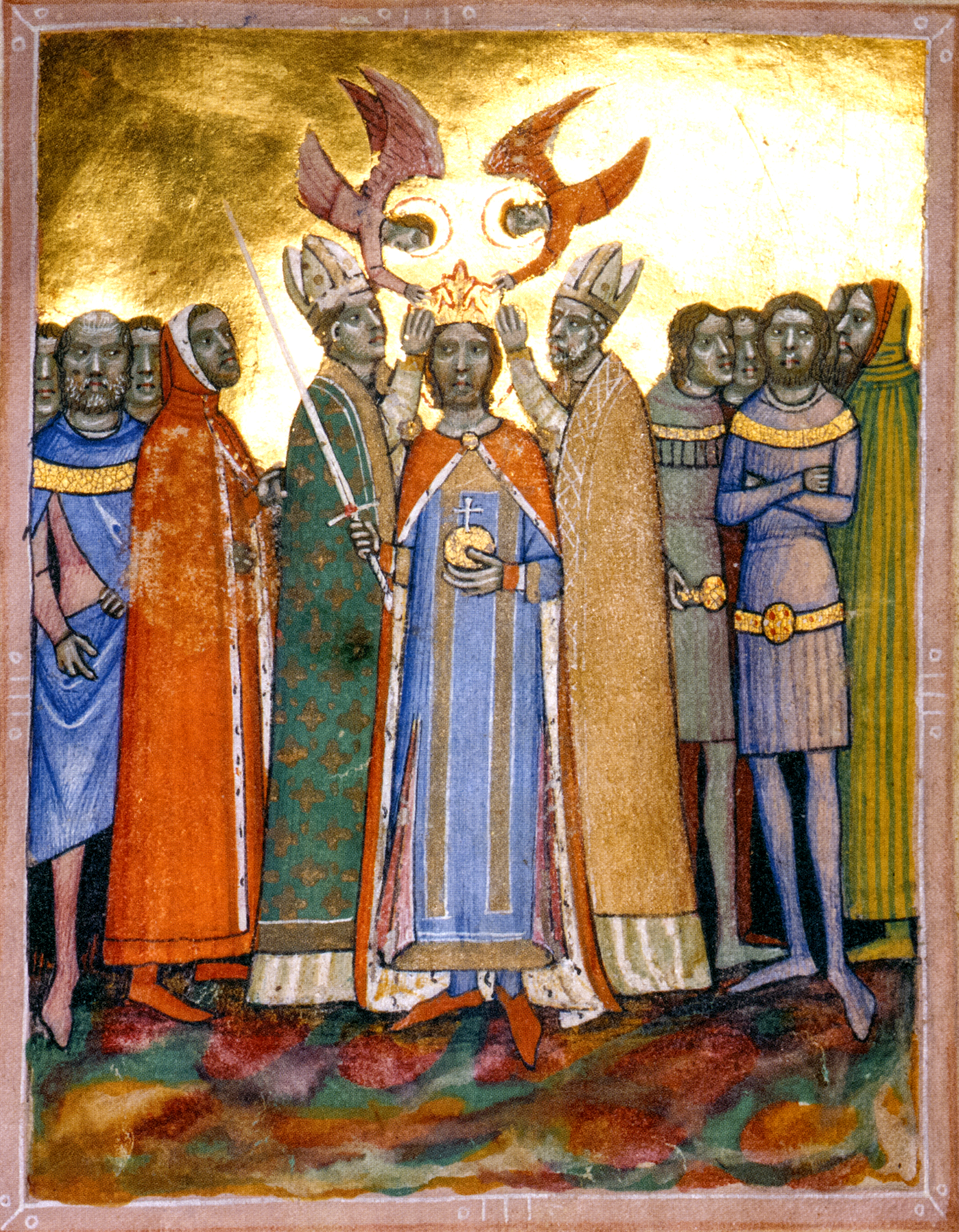
I. László koronázása. Miniatúra a Képes krónikából

1077-ben I. Géza meghalt, Vácon temették el. A Géza és László pártján álló világi és egyházi előkelők az ellenfél, Salamon minden akcióját megelőzve a pápa által is támogatott Lászlót választották az ország uralkodójává – annak ellenére, hogy Géza első házasságából két kiskorú fiút, Kálmán és Álmos herceget hagyott maga után. Lászlót továbbra is lengyel csapatok támogatták Salamon ellenében.
Feltételezések szerint kétszer is megkoronázták: először a görög koronával, majd 1081-ben másodszor is, amikor Salamontól visszakerültek a magyar koronázási jelvények. Legendák szerint elképzelhető az is, hogy egyáltalán nem koronáztatta meg magát, mivel „égi koronára vágyott”.
Amikor a magyar nemesek meghallották, hogy Magnus király meghalt, egész sokaságuk öccséhez, Lászlóhoz gyűlt, és egy értelemmel, közös szóval és egyetértő akarattal őt választották az ország kormányzására, vagyis helyesebben buzgó és állhatatos kéréssel rákényszerítették

### Belpolitikája

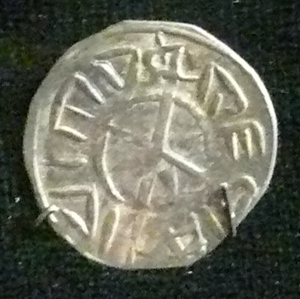
László dénárja

A Képes krónika szerint tervezte, hogy visszaadja a királyságot Salamonnak a dukátusért, de ezt a legtöbb kortárs forrás határozottan cáfolja.
I. László hatalomra jutása után azonnal hozzáfogott a rendteremtéshez. Ennek érdekében 1077 körül adta ki III. törvénykönyvét. A tulajdonviszonyok átalakulása ugyanis a lakosság egy részét szolgasorba taszította. E réteg tiltakozása a tulajdon semmibevételében nyilvánult meg: bizonytalanságában elemelt mindent, ami mozdítható volt. „Magyarország főurai megesküdtek, hogy a tolvajt nem kímélik, és el nem rejtik” – olvasható a legelső cikkelyben. A törvények drákói szigorral sújtottak a tetten ért bűnösre, mivel helyre kellett állítani a közbiztonságot. László király törvényeinek több mint fele a tulajdon védelmével foglalkozott. Minden lopásért kemény megtorlás járt, akit tetten értek, akár fel is akaszthatták. Ha esetleg közben bemenekült egy védelmet nyújtó templomba, megúszta megvakítással, de tízévesnél idősebb gyermekeit eladták rabszolgának. Liba- vagy tyúklopásért kitolták a tolvaj fél szemét. Gyakori büntetés volt a kéz- vagy orrlevágás és a nyelv kitépése is. Ha a bíró a bűnöst futni hagyta, az mindenét elvesztette és őt magát is eladták. Ellenben ártatlan ember felakasztása esetén csak az áldozat vérdíját kellett kifizetnie. Foglalkozott a királyi sómonopóliummal is. Ebben a törvénykönyvben szerepel első ízben a nemes (nobilis) kifejezés. A megnevezés azt mutatja, hogy a szabadok társadalmában Szent István óta változások mentek végbe. Az előkelőket vagyoni állapotuk és társadalmi helyzetük tekintetében jelentős különbségek választották el a szabadok tömegeitől. Kiváltságos helyzetüket I. László király törvénye már jogi normává emelte.
1077 után adta ki II. törvénykönyvét, amiben a világi, büntetőjogi rendelkezések mellett korlátozta az ökrök és a lovak kivitelét és forgalmát is. Legismertebb rendelkezése, hogy aki egy tyúk értékénél többet lop, azt akasszák fel. Enyhébben ítélték meg a gyilkost, mert csak vagyonelkobzás volt a része. Ebből látszik, hogy nagyobb volt a tulajdon értéke, mint az emberi életé – ez utóbbi esetben a vérdíj érvényes. Kétharmadot adtak a megölt ember rokonainak, egyharmadot a gyilkos feleségének és gyermekeinek. A törvény ismerte a kollektív büntetést, a tolvaj 10 évesnél idősebb gyermekeit szolgaságra vetették. Az egyházi rendű tolvaj büntetése kisebb volt, mint a világiaké.
I. törvénykönyvét (amely valójában a három törvénykönyv közül a legkésőbbi) 1092-ben adta ki az elnökletével Szabolcson megtartott zsinaton. Ez főleg egyházi ügyekkel foglalkozott. Híressé vált részlete: „akik pogány szokás szerint kutak mentén áldoznak, vagy fákhoz, forrásokhoz és kövekhez ajándékokat visznek, bűnükért egy ökörrel fizessenek”. A magyarországi főpapság és a világi előkelők közreműködésével, a papság és a nép tanúskodása mellett tartott tanácskozás határozatokat hozott, ezekben korlátozták a papok házasságkötését; védték az egyházak vagyonát; rendelkeztek a lerombolt vagy elpusztult templomok újjáépítéséről és felszereléséről; áttelepítéssel megakadályozták a megkeresztelt izmaeliták – böszörmények – visszatérését a muzulmán vallásra; megtiltották, hogy a zsidók keresztény feleséget vagy szolgát tartsanak; előírták az egyházi ünnepek, összejövetelek, a böjtök és a templom mellé temetkezés megtartását, a házasságtörők megbüntetését; intézkedtek a külföldről érkező egyházi személyekről; kényszerítették a lakosságot, hogy a templomok közelében telepedjék le; határoztak az apátok és szerzetesek helyzetéről; felléptek a pogány áldozás ellen; szabályozták a tized szedését; tanúk jelenlétéhez kötötték az istenítélet megtartását; korlátozták a sátorban való misézést; büntetendővé tették a nemi erőszakot, a nők erkölcstelenségét és a boszorkányságot; rendelkeztek a királyi bíráskodásról.
I. László tehát országlása elején a törvényhozás révén megszilárdította a trónját, s helyreállította az ország belső rendjét. A nádort a király általános helyettesévé, a királyi és az udvari pecsét őrzőjévé tette, aki az uralkodó helyett és nevében bíráskodott. Ezzel megkezdődött a magyar bíráskodás szerkezetrendszerének kiépülése.
Kijelenthető, hogy I. László uralkodása első éveiben a törvényesen megkoronázott Salamonnal szemben ellenkirály volt, hatalomra jutását követően legfontosabb feladatának ezért a Salamon-kérdés megoldását tartotta. Először tárgyalni kezdett riválisával, majd fegyveresen lépett fel ellene, de így sem tudta felszámolni Salamon uralmát az ország nyugati végein. 1079 telén ugyan Moson várát visszafoglalta tőle, IV. Henrik csapatai azonban megszállták az ország nyugati részét. László nem tudott segíteni a Lengyelországból elűzött II. Boleszlávnak, így ő hamarosan gyanús körülmények között meghalt. Csak 1080-ban sikerült a feszítő kérdést László számára igen kedvezően rendezni. Salamon lemondott a királyságról, s a koronát, ami addig nála volt, átadta Lászlónak. A meghódolásért cserébe Salamon birtokot és jövedelmet kapott, de hatalmat nem. Salamon kényszerű lemondása következtében László megszűnt ellenkirály lenni, s ettől kezdve ő volt az ország egyedüli törvényes uralkodója, királyként a hatalmon nem osztozott senkivel, hisz' országlása alatt nem létezett a korábbi hercegség, a dukátus intézménye.
I. László megkoronázásával kapcsolatban a legvalószínűbb, hogy már 1077-ben a Géza-féle görög diadémmal megtették. Egyrészt az a tény, hogy a görög korona az egyik koronaküldő európai nagyhatalomtól származott, másrészt pedig az, hogy ez a diadém már ténylegesen uralkodó király – I. Géza – fejét díszítette, nagyon is alkalmassá tette arra, hogy az új király számára is a hatalom jelvénye legyen. Ezt igazolja az is, hogy VII. Gergely pápa 1079. március 21-i levelében Lászlót a magyarok királyának nevezi. E cím ebben az időben csak a pápától megkoronázott uralkodónak járt. E nézetet erősíti az is, hogy I. Lászlótól tízféle pénzveret maradt fenn, azaz kétévenként bocsátott ki új pénzt, s ezek mindegyike koronával, ábrázolja, tehát ezek közül legalább kettő 1081 előttre datálható. Nagy az eshetősége annak is, hogy 1081-ben, amikor Salamontól visszakapta a régebbi koronát, azzal is megkoronázták.
Salamon a király ellen 1082-ben összeesküvést szőtt, ezért őt László a visegrádi várba záratta, ahonnan 1083-ban szabadult a szentté avatások alkalmából hirdetett amnesztiával. Salamon ezután a moldvai besenyőkhöz ment, és élükön 1085-ben betört a Felső-Tisza-vidékére, de László kiűzte az országból.

### Külpolitikája

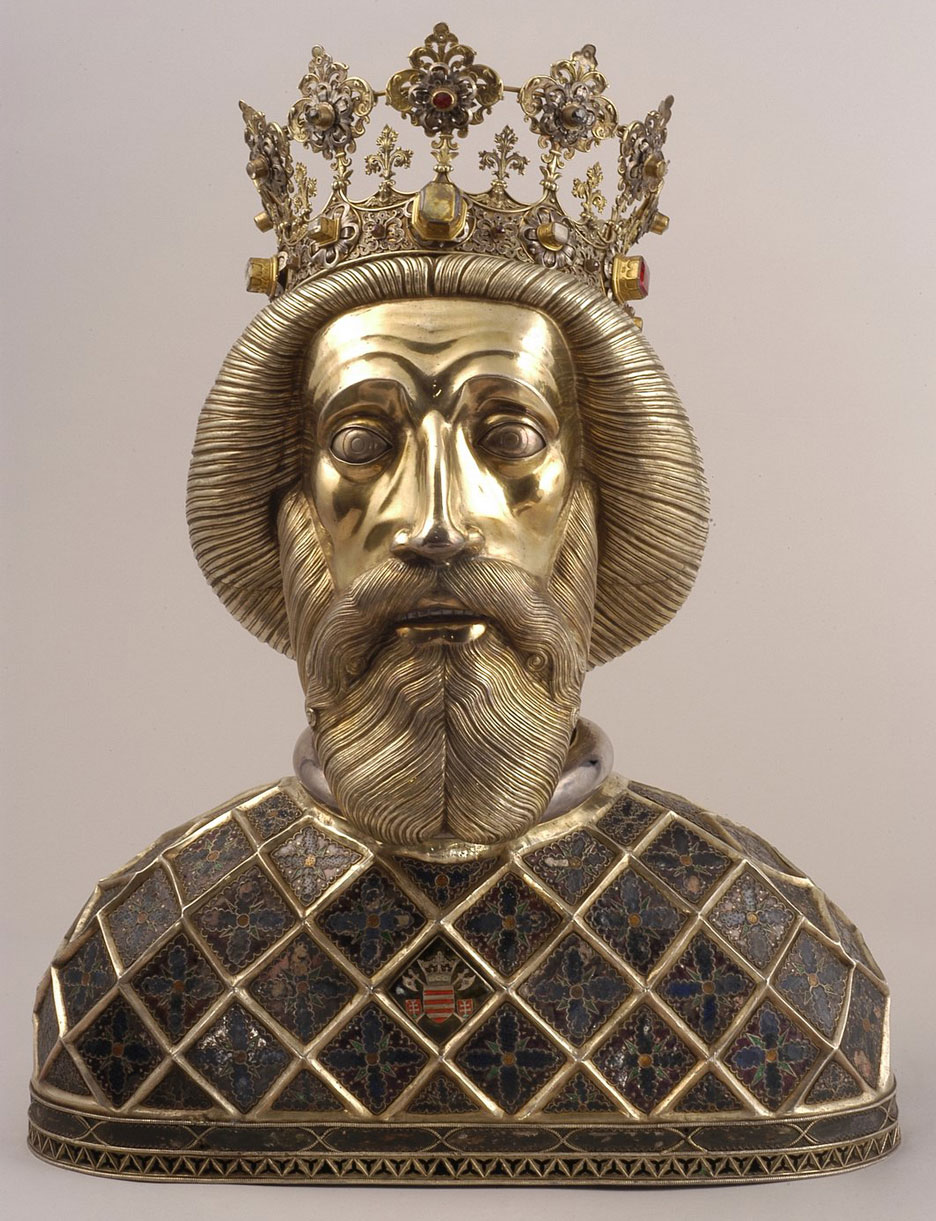
Szent László, a lovagkirály ereklyéit tartalmazó herma a győri bazilikában

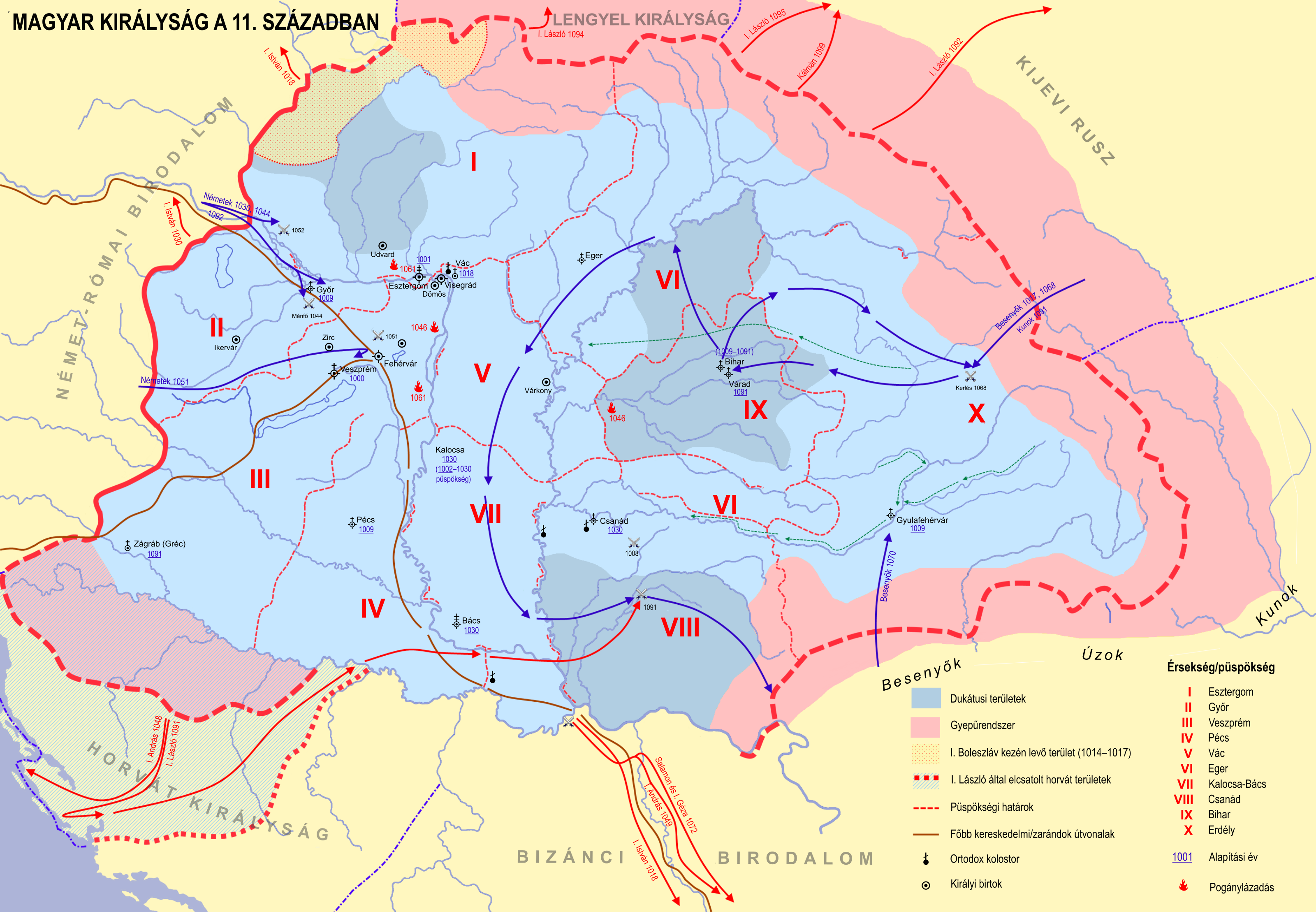
A Magyar Királyság a 11. században

A 11. századi Magyarország külpolitikai környezetét elsősorban a pápa és a német-római császár közt dúló invesztitúraharc, az 1054-ben bekövetkezett nagy egyházszakadás és a nyugati keresztény egyházon belüli erkölcsi megújulást hirdető mozgalom térnyerése határozta meg. A pápaság és a császárság váltakozó eredménnyel folyó küzdelme idővel az egész latin kereszténységet állásfoglalásra kényszerítette. Különösen kényes helyzetben találta magát a trónviszályok korát élő akkori Magyarország. A hatalmától megfosztott Salamon támogatást remélve, hűbéresküt tett IV. Henrik császárnak. Csakhogy a császárt éppen a pápa elleni harc kötötte le, így hathatós segítségnyújtásra nem tellett az erejéből. Salamon riválisai – előbb Géza, majd László is – szükségképpen VII. Gergely pápában keresték trónigényük pártfogóját. Az ő kérésére támogatta a lázadó bajor nemeseket. Támogatta a szintén lázadó II. Lipót osztrák őrgrófot is, akit azonban a császár lemondatott 1078 májusában.
Gergely pápa szerint a magyar királyi méltóság Rómából eredt, ezért a pápai hűbér vállalását szabta feltételül, erre azonban sem Géza, sem pedig László nem volt hajlandó. Az uralmukat veszélyeztető Salamon és annak szövetségese, IV. Henrik ellenében azonban mindketten a pápaságot támogatták. I. László ezért támogatta Sváb Rudolf német ellenkirályt, akinek 1078-ban, annak goslari udvarában követei segítséget is ígértek, és akinek Adelhaid nevű leányával 1079-ben meg is esküdött. Diplomáciájával igyekezett befolyásolni a német belügyeket és a pápa utódlását is.
1087-ben a IV. Henrik császár uralkodását ellenző német hercegek gyűlést tartottak Speyerben. A kortárs Konstanzi Bernold szerint követ útján húszezer lovast ígért nekik, ha szükségük lesz rá. A német hercegek VII. Gergely utódjául III. Viktort támogatták a császár állította III. Kelemen ellenpápával szemben. Azonban László, miután hírét vette Salamon halálának, külpolitikájában gyökeres fordulatot hajtott végre.
Ellensége, Salamon a besenyők egyik balkáni kalandozó hadjáratában vesztette életét. Mivel már nem kellett többé tartania Salamontól, semmi sem indokolta, hogy a legcsekélyebb mértékben is beavatkozzon a pápa és a császár küzdelmébe, ezért fokozatosan elszakadt egykori szövetségeseitől. Ugyanakkor a felszabaduló katonai erőt arra használta fel, hogy új területeket hódítson meg és csatoljon királyságához. Így uralkodása végén nagyszabású és ambiciózus hódításba kezdett. Ennek részeként 1091-ben nővérének, Zvonimir horvát király özvegyének hívására seregeivel bevonult a trónviszálytól dúlt Horvát Királyságba, majd elfoglalta a Száva folyótól északra fekvő Szlavóniát. Ellenfelei Petar Svačićot koronázták meg, aki megakadályozta egész Horvátország meghódítását.
Ettől kezdve lett évszázadokra szólóan a magyar terjeszkedés legfőbb színtere a Balkán. A birtokba vett horvát területek kormányzását unokaöccsére, I. Géza fiára, Álmos hercegre bízta. A magyar királyság fennállása óta ez az első hódítás. II. Orbán pápa sérelmezte László horvátországi beavatkozását, és nem ismerte el a magyar hódítás jogosságát, mire a király átpártolt IV. Henrikhez, aki beleegyezett az erőviszonyok ilyetén megváltozásába.
Ezután betört Bizánc területére, és elfoglalta a Morva és a Drina folyók közét, Szerém és Belgrád várával együtt. Levelében a magyarok és Messia királyának nevezte magát. Makk Ferenc szerint ez utóbbi Moesiára vonatkozik, amiből következtethetünk arra, hogy elfoglalta a Nagy-Morava és a Drina folyók közötti területeket a Bizánci Császárságtól. Mivel más dokumentumokban nincs erre utalás, valószínű, hogy hamarosan elvesztette őket. Alexandru Madgearu Messiát Boszniával hozza kapcsolatba, amit Horvátország felé vonulva foglalt el. Ezzel azt is jelezni kívánta, hogy igényt tart az Észak-Balkánon élő keleti angolok földjére, ahol az Angliából elmenekült angol lovagok 1085-ben földet kaptak a bizánci császártól. Új-Angliára azonban nem tudta hatalmát kiterjeszteni, még 1091-ben a keleti angolok behódoltak a bizánci császárnak, aki 1092-ben a magyaroktól visszafoglalta az előző évben elveszített területeket. László királynak balkáni hadjáratát félbeszakítva azonban a baszileusz biztatására betörő kipcsakokat sikerült visszavernie. A hazatérő Lászlónak a Temes-folyónál, majd Orsova mellett sikerült a támadókat legyőznie, utóbbi csatában életét vesztette a kunok vezére, Kapolcs is. A Képes Krónika azt állítja, hogy nem Bizánc, hanem a Kijevi Rusz biztatta fel a kunokat. Mivel Vaszilkó terebovlji rutén fejedelem segítette a kunokat, László még ugyanebben az évben büntető hadjáratot vezetett rutén földre, majd 1094-ben a lengyel belviszályokba is beavatkozott. A büntető hadjáratról a rusz források nem írnak. Judit királynénak, Salamon özvegyének második férjét, I. Ulászló lengyel fejedelmet segítette, és Krakkóban kikényszerítette a szemben álló felek megbékélését, miután elfogta Ulászló fiatalabb fiát, Boleszlávot. Kérésére Ulászló elismerte törvénytelen fiát. A Képes krónika szerint a magyar csapatok Krakkóban is jártak, ennek szavahihetőségét azonban kétségbe vonják.
A Képes krónika szerint Franciaországból, Britanniából, Angliából és Spanyolországból érkezett követek találkoztak a királlyal Bodrogban 1095 húsvétján, és keresztes hadjárat vezetésére kérték. A legenda szerint Jeruzsálembe készült, hogy meghaljon Krisztusért. A történetet Klaniczay Gábor szerint III. Béla király idején találták ki, aki egy évszázaddal később gondolkodott keresztes hadjárat indításán.
Az időközben kitört cseh trónviszály azonban itthon marasztalta és arra késztette, hogy rokona és egykori szövetségese, a cseh Ottó herceg fiának, Konrád brünni morva hercegnek nyújtson katonai segítséget II. Břetislav cseh fejedelem ellen. Moráviába érve súlyosan megbetegedett. A Képes krónika szerint itt összehívta főembereit, és utódának Álmos herceget jelölte ki.
1095. július 29-én a cseh-magyar határ közelében meghalt. II. Paszkál 1106-os pápai bullája szerint tiszteletreméltó földi maradványai a somogyvári apátságban találhatók, amiből arra következtethetünk, hogy itt temették el. Késő 12. századi legendája arról ír, hogy Székesfehérvárott akarták eltemetni, de a testet szállító szekér Várad felé indult el, húzó állatok nélkül. A többszörös temetést Solymosi László cáfolja, cikkében részletesen leírja Mátyás tévedését, Pauler Gyula 1900-as bírálatát, Baumgarten Ferenc Ferdinánd 1905-ös téves megerősítését, a második temetés indokolatlanságát és az erről szóló dokumentumok hiányát, a szentkultusz váradi kötődését, és más érveket.

### Egyházpolitikája

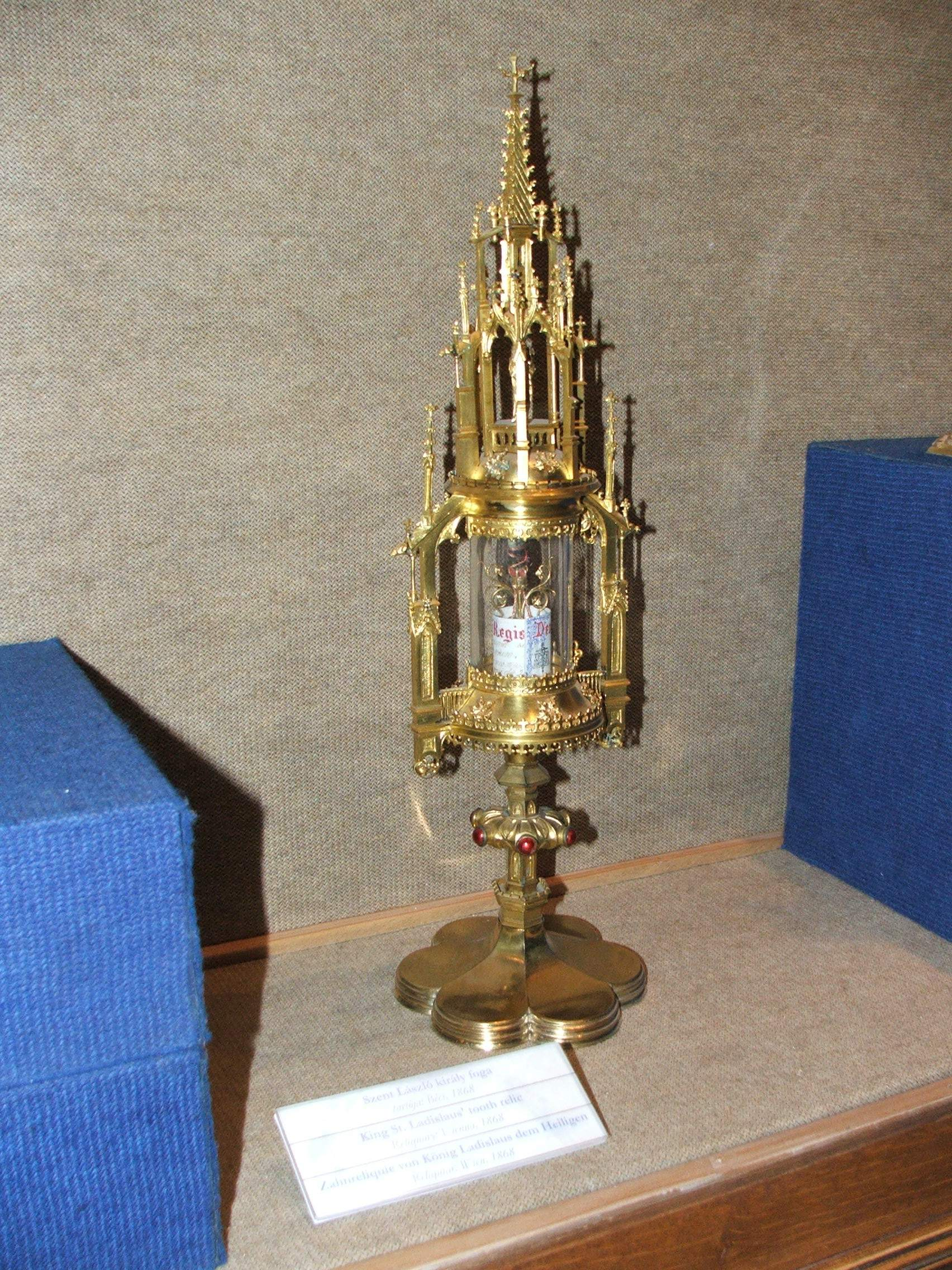
Szent László fogereklyéje az esztergomi Főszékesegyházi Kincstárban

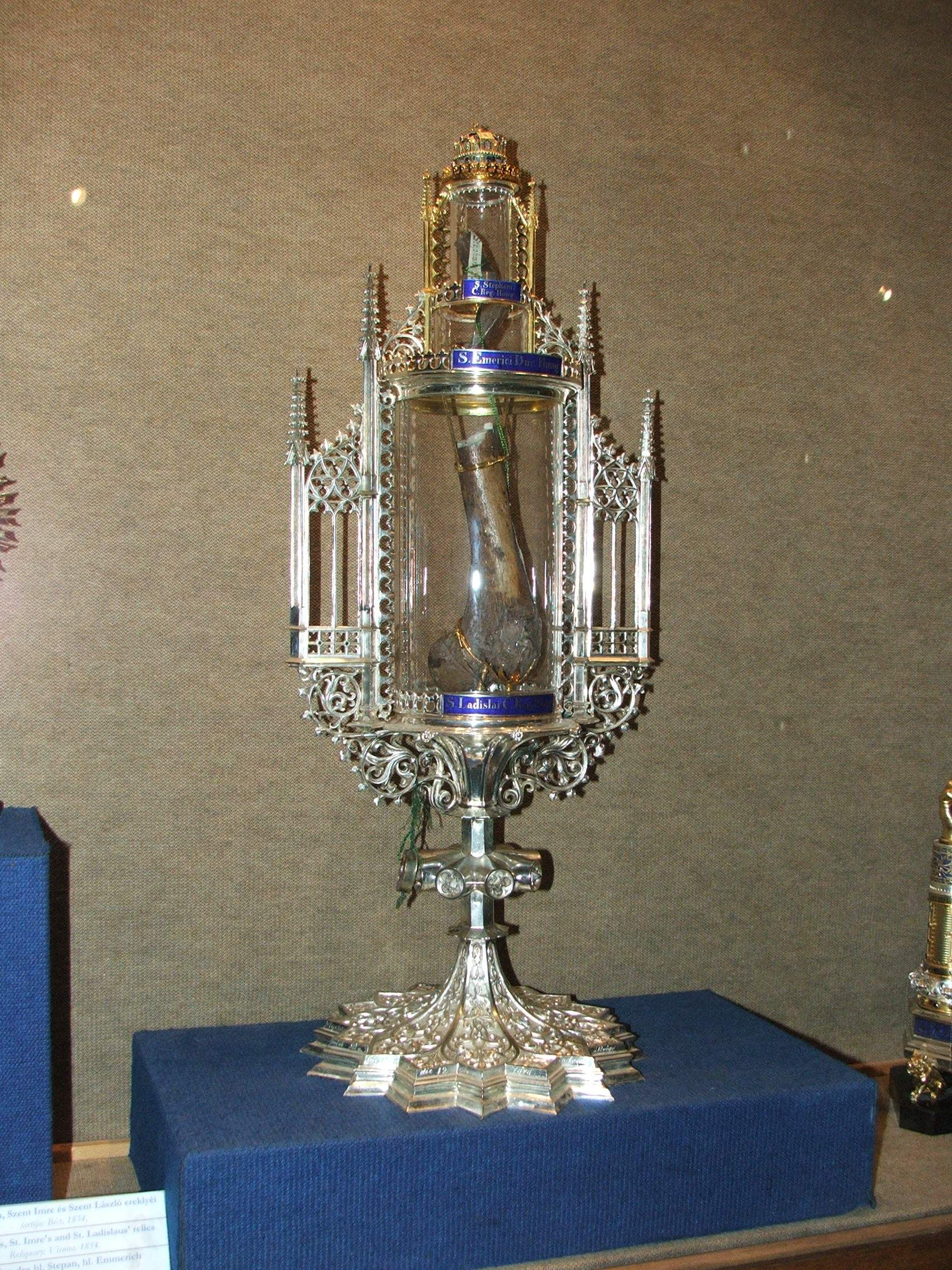
Szent László, Szent István és Szent Imre ereklyéi, Esztergom

1083-ban szentté avattatta az államalapító István királyt, valamint annak fiát, Imre herceget, Gellért püspököt és két zobori remetét, Andrást és Benedeket. István király szentté avatása mutatta nagylelkűségét és pragmatikusságát, hiszen ő vakíttatta meg László király nagyapját, Vazult. Eljárása erősítette külpolitikai koncepcióját, miszerint Magyarországot szentjei révén méltó hely illeti meg a keresztény államok közösségében. Egy nem sokkal korábban alapított apátságban helyeztette el István király ereklyéjét, a csodálatos módon épen maradt Szent Jobbot, ez a Szentjobbi apátság. Salamont a szentté avatások alkalmából bocsátotta szabadon, mivel a legenda szerint anélkül István király koporsója nem nyílt fel. Oderiziusnak írt levelében kifejtette, hogy a földi hatalomgyakorlás során elkerülhetetlenek a súlyos bűnök.
Annak ellenére, hogy a német-római császárral szemben a pápákat támogatta, I. László számos egyházügyi kérdésben VII. Gergely pápa reformtörekvéseivel ellenkező intézkedéseket hozott. Nem ismerte el a pápa hűbéruraságát Horvátországban. László egészében véve gregoriánus elvektől eltérően, Istvánhoz hasonlóan, a magyar egyház vezetőjének tekintette magát.
Pápai engedély nélkül Szlavóniában Zágráb székhellyel megalapította a Zágrábi egyházmegyét, aminek püspöke az esztergomi érsek tanácsosa lett. A Bihari püspökség székhelyét áthelyezte Váradra. A Kalocsai érsekség központját Bácsban állította fel. Ezek a rendelkezések éles ellentétben álltak azzal a gregoriánus felfogással, amely az egyház szabadsága jelszavával a világi hatalmat távol kívánta tartani az egyházi ügyek irányításától. A király ezen egyházszervezeti lépéseinek célja az volt, hogy egyrészt háttérbe szorítsa az országa déli részén honos görög (ortodox) egyházat, másrészt a római rítusú egyház befolyását kiterjessze a magyar határokon túlra is, mindenekelőtt a keleti angolokra, akik mivel függetlenedni akartak Bizánctól, a magyar királysággal létesítettek szoros egyházi kapcsolatokat. Először magyar földről kértek papokat, később a kalocsai érsek szentelte püspökké az angol papokat.

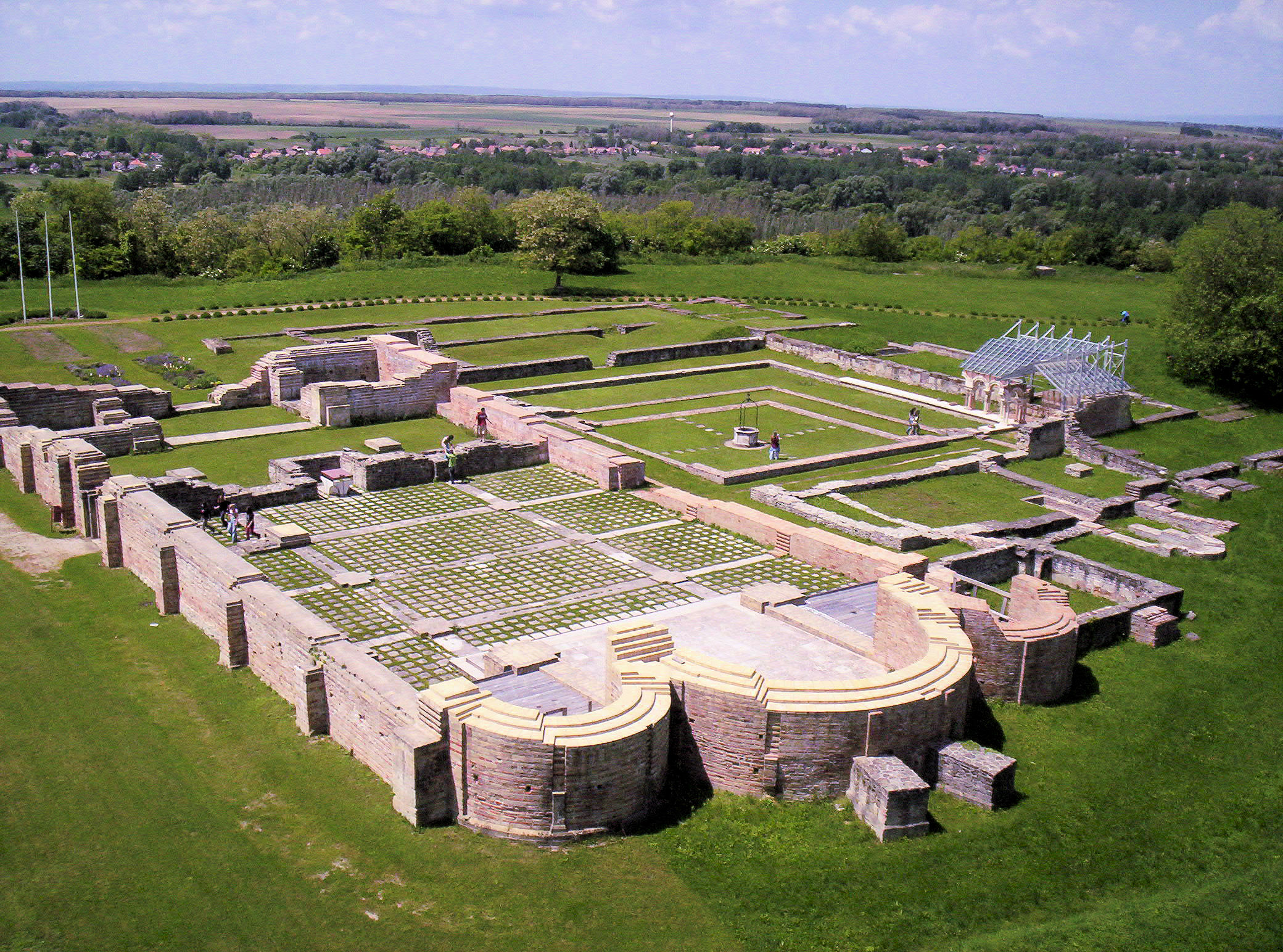
A Szent László által alapított somogyvári Szent Egyed apátság és templom feltárása

Mindemellett I. László adományaival, új alapításaival és a püspöki szervezet továbbfejlesztésével is gyarapította és erősítette a magyarországi egyházat. Jórészt az ő bőséges adományainak köszönhető a középkori magyar egyház gazdagsága, anyagi jóléte. Nagyvonalú bőkezűsége későbbi népszerűségének egyik fő forrása lett a papság körében. Az általa létesített egyházak közül a Szentjobbi apátságot a Berettyó-folyó vidékén Szent István tiszteletére szentelték fel, a szent király jobbkezének őrzése céljából. A felszentelésen a királyi család mellett megjelent a pápai követ, Teuzo és a franciaországi Saint Gilles monostor vezetője, Odilo apát is. Az ő részvételét az magyarázza, hogy a király a somogyvári monostort szervezetileg a francia anyakolostor alá helyezte. A korai magyar-francia szellemi kapcsolatok egyik szilárd támpontja lett hosszabb időre a somogyvári Szent Egyed kolostor, hiszen lakói még a 13. század elején is csak franciák lehettek.
I. László fent leírt intézkedései azt bizonyítják, hogy nem értett egyet sem VII. Gergely hatalmi törekvéseivel, sem egyházpolitikai elveivel. Szövetkezése a reformpápaság híveivel taktikai okok miatt és nem elvi alapokon jött létre, tehát gyakorlati szükségszerűség következménye volt.
IV. Welf bajor herceg egyszer megakadályozott egy találkozót IV. Henrik és László király között. IV. Henrik levelében utalt arra, hogy László király az ő szövetségese. II. Orbán pápa szerint a magyarok elhagyták üdvösségük pásztorát, ezzel utalt arra, hogy a király a IV. Henrik által állított III. Kelemen ellenpápa pártjára állt. A somogyvári apátság kiváltságlevelében azt írta, hogy az apát a királynak engedelmeskedjen, ne a pápának; László ellenezte az egyház függetlenségét, amit Gergely pápa hirdetett meg. Személyesen elnökölt a magyar prelátusok gyűlésén 1091 május 21-én, Szabolcsban. Ez a gyűlés elismerte az egyházi emberek egy házasságát, ellentétben a kánonjoggal, ami nem engedi meg az egyházi emberek házasságát.

## Szent László, a lovagkirály

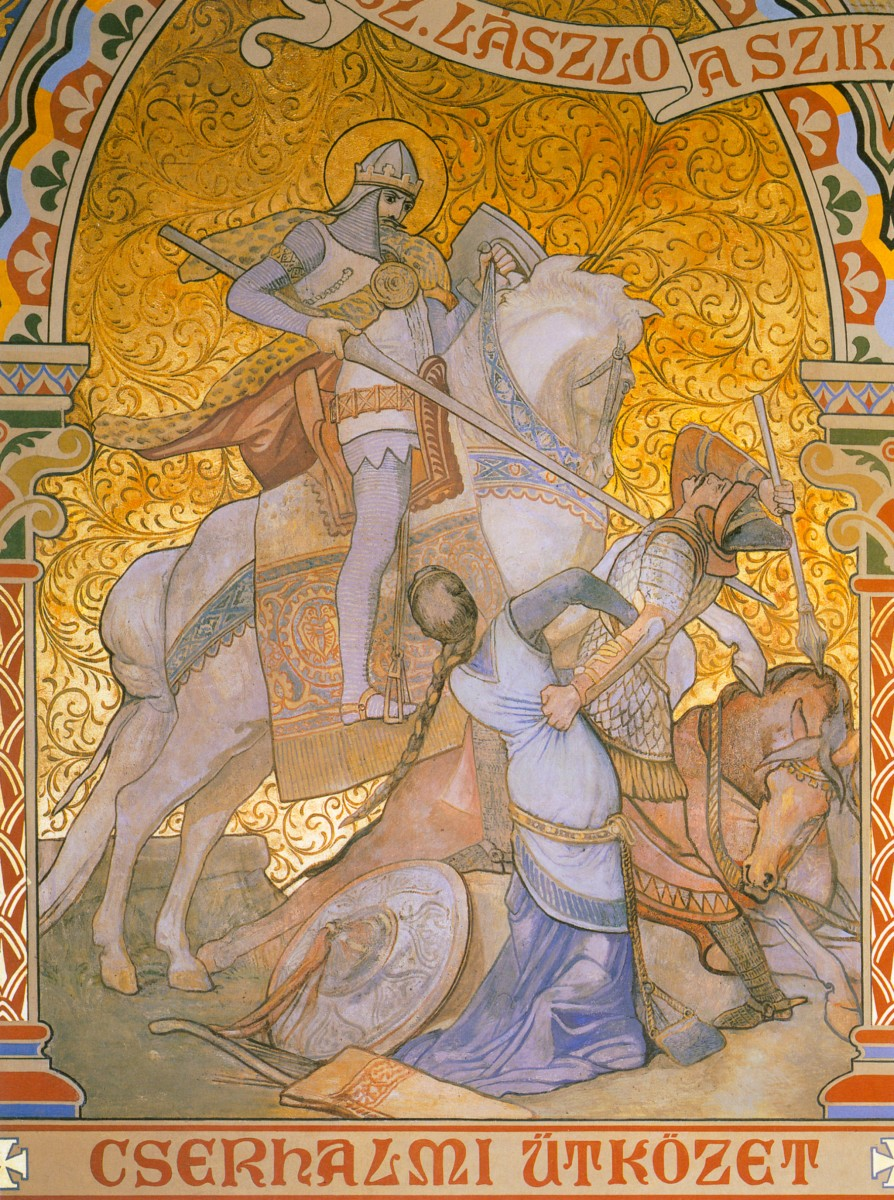
Szent László a Mátyás-templom freskóján

A források szerint László erős, hatalmas termetű férfi volt, aki „a többi ember közül vállal kimagaslott”. Nagy testi erejét még ötvenéves kora körül is megőrizte. A harcban való jártassága, a csatákban mutatott személyes bátorsága következtében fokozatosan vált egyre népszerűbbé. A lovagkirályt kiemelkedő fizikai adottságai miatt nevezik Isten atlétájának is. A kiváló katonai erények mellett Hartvik püspök már Könyves Kálmán idején elismerően írt László erkölcsösségéről, erényességéről és mély vallásosságáról.
A középkori László-kultusz kibontakozásához a döntő lökést III. Béla adta meg, aki 1192 júniusában III. Celesztin pápa jóváhagyásával szentté avatta I. Lászlót. Ennek nyomán a kialakuló magyar lovagi kultúra és életmód őt tekintette példaképének. Károly Róbert és I. Lajos hódoló tisztelettel adóztak a lovagkirály emlékének. Nagy Lajos aranyforintja hátoldalára László képét verette, s ez a 15. század végéig kötelező hagyomány maradt a királyi pénzverdéknél. I. Lajos leányának, Mária királynőnek idejében László mellképe a felségpecséten az igazságos uralkodó szimbólumaként szerepelt. Luxemburgi Zsigmond király azért látogatott el Váradra, hogy megtekintse László sírját és ereklyéjét, majd kívánságának megfelelően halála után László mellé temették el. Ugyanis I. Lászlót előbb Somogyvárott temették el, később azonban – feltehetőleg 1106-ban, más források szerint 1113 után – a holttestét átvitték Nagyváradra, s ott helyezték örök nyugalomra. Váradi sírja csodatevő zarándokhellyé lett. A 15. század elejéig a váradi székesegyházban őrizték kürtje és csatabárdja mellett fejereklyetartó mellszobrát (hermáját), amelyre peres ítéletek résztvevői és főúri összeesküvők tettek esküt. Az eredeti herma a 15. század elején megsemmisült, helyette újat készítettek, amelyet ma a Győri bazilikában őriznek.
A népét győzelemre segítő László kultusza tovább élt a későbbi korokban is. A nehéz háborús időkben a nép László királytól várt és remélt segedelmet; a magyar katonák László nevét kiáltozva rohantak a törökre. Testi és lelki képességei miatt a római katolikus egyház csodatévő harcos szentet is tisztel benne amellett, hogy a magyar történelem sikeres országépítő uralkodója volt, aki kemény kézzel szilárdította meg a legyengült államot, másrészt pedig a német terjeszkedéstől, a pápai hűbértől és a keleti nomád népek pusztításaitól egyaránt megvédte országát és biztosította a független magyar állami létet. Minden időkre eszményképévé vált az erényekben dús és a tetteiben évszázadokra előre cselekedni tudó országvezetőnek.

## Fontosabb évszámok
- 1048 – Hazatért Lengyelországból.
- 1077 – Trónra került, kibocsátotta III. törvénykönyvének első részét.
- 1081 – Salamon lemondott jogairól, visszaadta a koronázási jelvényeket.
- 1082 – Elfogatta, és bezáratta Salamont.
- 1083 – Az első magyarországi szentek avatása, ennek kapcsán szabadon bocsátotta Salamont.
- 1085 – Visszaverte az országra támadó kunokat.
- 1091
  - Horvátországban igyekezett elismertetni örökösödési jogát,[121][122] és Álmos herceget tette meg a tartomány vezetőjének.[82] Az országba betörő kunokat Temesnél és Orsovánál megverte.
  - Megalapította a somogyvári apátságot.
- 1092 – Kibocsátotta I. törvénykönyvét, a szabolcsi zsinat határozatainak gyűjteményét.
- 1092 – Horvátországban elismertette örökösödési jogát Dmitar Zvonimir horvát király 1089-es halála után annak felesége, Ilona révén.
- 1093 – Lengyelországi hadjáratot vezetett Ulászló Herman fejedelem támogatására.
- 1094 – Hazahívta, és utódjául jelölte Könyves Kálmánt. Megalapította a zágrábi püspökséget.
- 1095 – Hadjáratot indított a cseh király ellen. Ennek során megbetegedett és a cseh-magyar határ közelében meghalt.[88] (A Képes krónika szerint Nyitrán, de pl. a zólyomiak úgy tartják, hogy várukban, Pusztaváron hunyt el a király.)[123]

## Hagyatéka
László érdemeit a keresztény magyar királyság megszilárdításában elismerik mind a történészek, mind a szentek életrajzírói. A krónikák kiemelték az idoneitas tulajdonságát, ami az uralkodásra való személyes alkalmasságot jelenti, mivel legitimációja kérdéses volt. A Képes krónika is azt írja, hogy László tudta, hogy a jog Salamon pártján áll, és ő csak az erővel rendelkezik.
Miután legyőzte a besenyőket és a kunokat, a sztyeppei nomádok nem törtek be Magyarországra 1241-ig, a tatárjárásig. Kristó Gyula szerint László uralkodása alatt kezdtek el a székelyek a keleti magyar határra telepedni. Magyarország és Horvátország történetét László király kapcsolta össze, amely kapcsolat egészen 1918-ig megmaradt. Ez a lépése évszázadokra megalapozta Magyarország közép-európai hatalmi szerepét. A későbbi magyar királyok idején szokássá vált, hogy az újonnan megkoronázott uralkodó elzarándokol Váradra, László király sírjához. Nagy Lajos király különösen tisztelte László királyt.
Gallus Anonymus szerint Magyarországnak sosem volt olyan nagy királya, és az ország utána sosem termett ilyen jó és szép gyümölcsöt.

### Ereklyéi
A szentté avatott királyhoz több a mai napig is fennmaradt ereklye és tárgyi emlék kötődik. Ilyenek például: hermája a koponyacsonttal, ereklyéje az állkapocscsonttal, ereklyéje jobb karcsontjával, ereklyéje bal karcsontjával, további csontjai, melyek az elmozdítható fedelű díszes mennyezetes kőkoporsójában voltak elhelyezve, ereklyés aranylánca, hosszúkás zafírkővel ékesített aranygyűrűje, halotti leple, melybe szentté avatásakor földi maradványait helyezték, kétélű csatabárdja és ezüst kürtje.
A legismertebb ereklyéi a koponyáját tartalmazó ezüst mellszobor alakú tartó, ami 1861 óta látható a győri bazilika Hédervári kápolnájában. Az ebben őrzött maradványokat 2022-ben a Szegedi Tudományegyetem kutatói archeogenetikai módszerekkel, a korábban megtalált III. Béla király DNS-mintája segítségével I. László király maradványaiként azonosították.
Nagyváradon a római katolikus székesegyházban látható a nyakszirtcsontjából készített ezüst herma, jobbját pedig Dubrovnikban a ferences kolostorban őrzik.

## Emlékezete

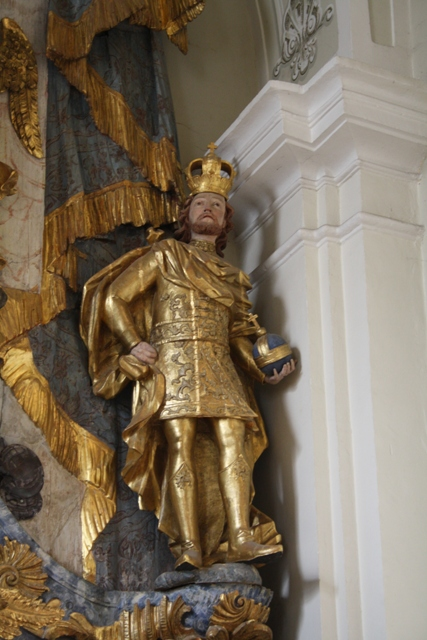
Szent László szobra a barokk stílusú, szendrői Assisi Szent Ferenc templom főoltáráról. 1752-1760 között készült.

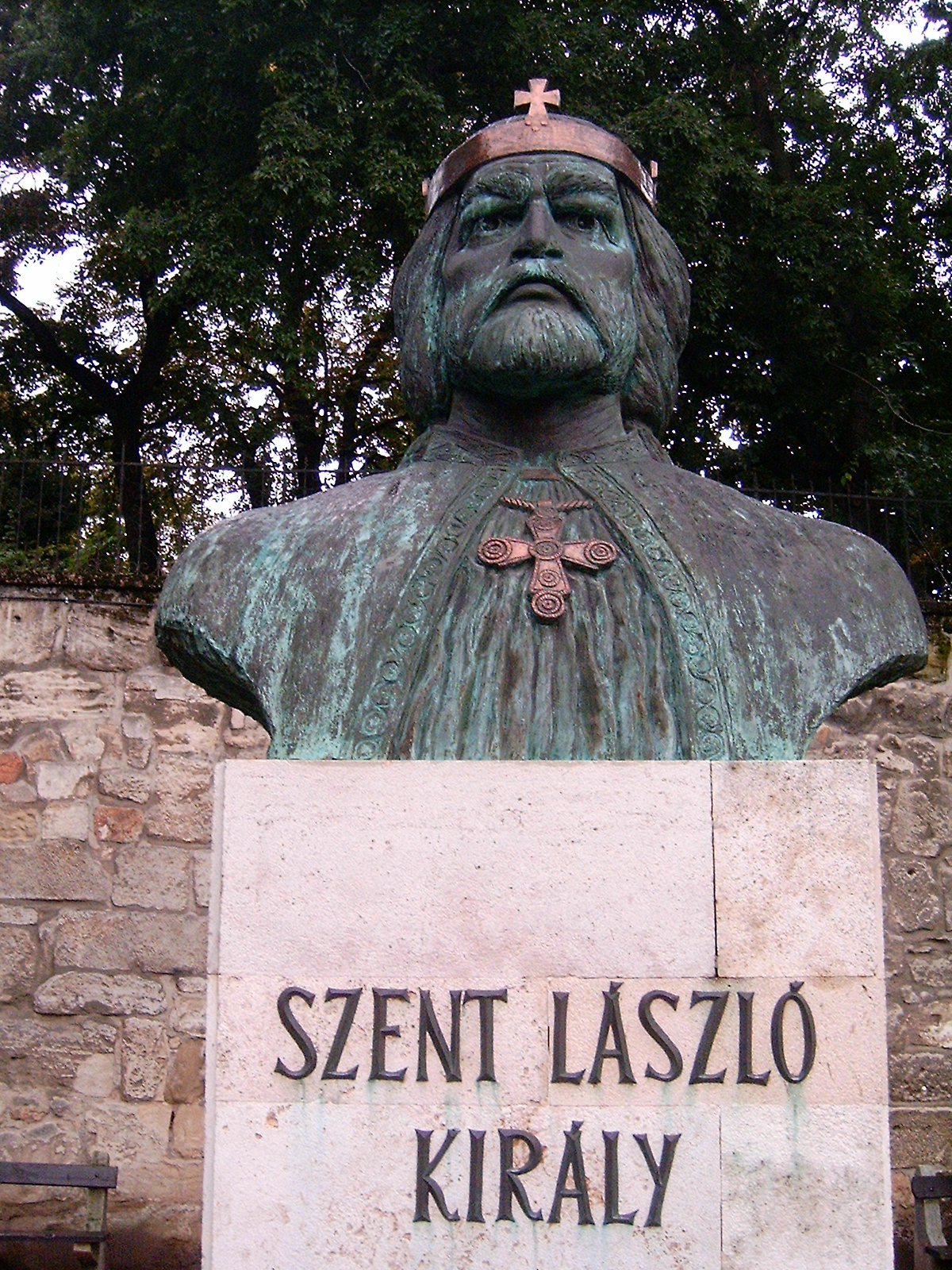
Szent László-szobor, Prohászka liget, Székesfehérvár

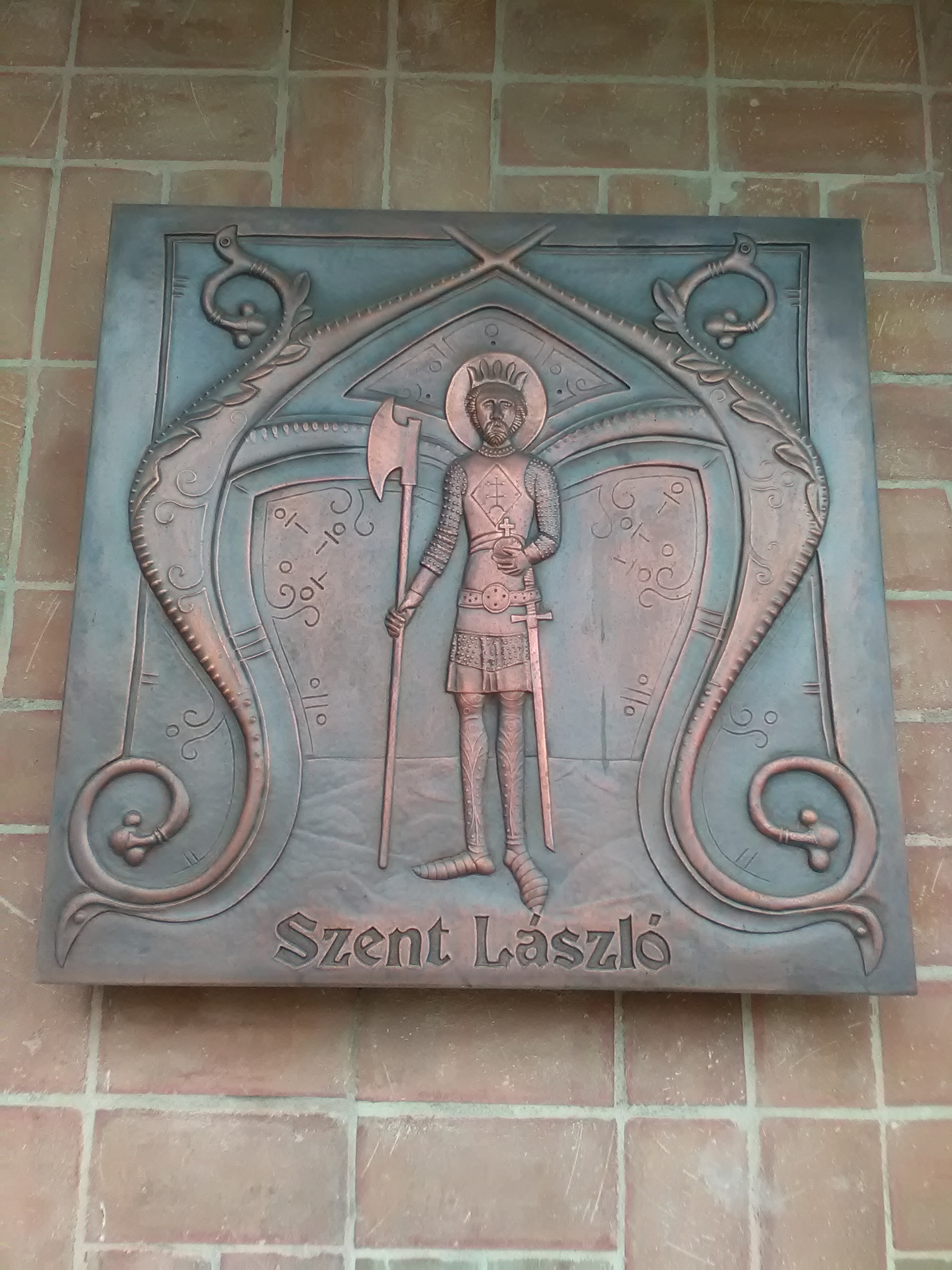
I. László-emlékplakett, nemzeti emlékhely, Székesfehérvár

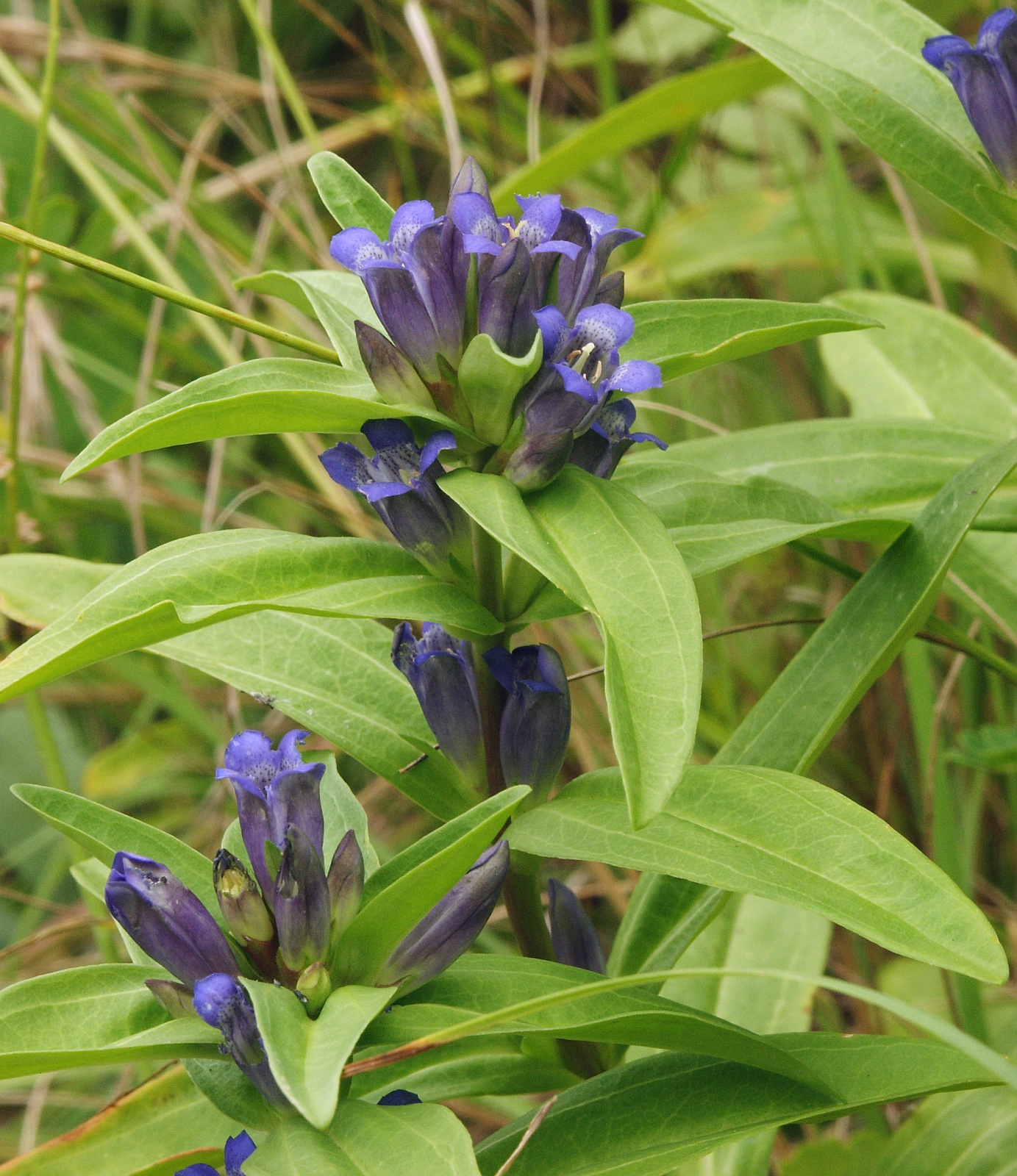
Egy genciána növény, vagy keresztfű, Szent László füve, avagy Szent László-tárnics (Gentiana cruciata)

Klaniczay Gábor kiemeli, hogy László jól megfelelt a korabeli lovagkirály ideáljának. Könyves Kálmán uralkodása alatt Hartvik püspök méltatta erényeit és jellemét. A Gesta Ladislai regis Könyves Kálmán uralkodása alatt íródott, és tartalmazza László életének fejezeteit. A 14. századi krónikák őrizték meg. Tartalmaz öt történetet, ami a hivatalos legendában nem szerepel.

### Emlékművek
- Első aranyozott lovasszobrát az általa építtetett Szűz Mária székesegyház elé 1390. május 20-án a királyi pár: Mária és Zsigmond jelenlétében állították fel. A szobrot a Kolozsvári testvérek készítették Czudar János váradi püspök megrendelésére. A törökök 1660-ban pusztították el a többi szoborral együtt, miután augusztus 28-án bevették a várat, ahogy azt Evlia Cselebi leírja.[135] Újabb kutatások szerint azonban a szobrot valószínűleg elszállították beolvasztani és a szállítást végző török gálya elsüllyedt a Dunán.[136]
- Két szobor is őrzi Szent László király emlékét Nagyváradon: az egyik a római katolikus székesegyház bejárata előtt áll, Szent László teljes alakú ércszobra (Tóth István budapesti szobrász alkotása), a másik a herma-mellszobor, amit a székesegyházban őriznek, a koponyaereklyével (a király koponyacsontjának egy darabja) együtt (Link Fülöp budapesti ötvösművész alkotása). Mindkét művet 1892-ben készítették, az utóbbit dr. Schlauch Lőrinc, akkori váradi bíboros kérésére.
- Halásztelken is őriznek egy szobrot, mivel ez a település védőszentje (és címerfigurája is). Minden évben június 27-én, László napon búcsút tartanak.[137]
- A győri várban két méter magas kőtalapzatra Szent László szobrot készített Lebó Ferenc, melyet Szent László ünnepén mindig megkoszorúznak, és a győri bazilikában őrzik Szent László hermáját, amit a győri körmenet idején a belvárosban körbevisznek.[138]
- Lebó Ferenc szobrászművész Mosonmagyaróvárra és a Somogyvári emlékhelyre is készített életnagyságú szobrot, a lovagkirály tiszteletére.[139]
- A székesfehérvári Prohászka ligetben található I. László-mellszobrot Schwalm László készítette 1995-ben, a király fehérvári koronázásának és Szent István fehérvári szentté avattatásának emlékére.[140]
- Balogh Mihály ötvösművész 2014-ben készítette a székesfehérvári Nagyboldogasszony-bazilika területén, a Nemzeti Emlékhelyen található királygaléria nyolcadik emléktábláját, a Szent László-emlékplakettet.[141]

### Legendák, mondák
- Szent László harca a kun vitézzel, a Képes krónika »P« iniciáléja
- Szent László szobra Szekszárdon. A kompozíció a Képes krónika »P« iniciáléja alapján készült

- A néphagyomány már serdülő korához is többféle regét fűz. Az egyik szerint Székesfehérváron, amikor egy népünnepélyt tartottak, az egybesereglett vigadó nép közé egy nekivadult paripa vágtatott. A fiatal László herceg, ki a vigadozó népet szemlélte, előugrott és rohanó ló sörényét megragadva felpattant rá, és nyargalt vele, míg kifárasztva megzabolázta. Egy másik szerint, mely szintén Székesfehérváron történt, amikor Béla király koronázása után országgyűlést hívott össze. A gyűlésre sokan érkeztek, és a tömegben olyanok is voltak, akik a régi pogány vallást akarták visszaállítani Vata fia János vezetésével. Követelték a pogány hit visszaállítását, és a keresztény templomok lerombolását. Béla három nap gondolkodási időt kért, és a rege szerint ezalatt László egy gyors paripán elszáguldott, hogy a közeli megyékből fegyvereseket toborozzon. Mikor megérkeztek, a király vezérlete alatt a várbeli katonaság is kirohant, s a pogányokat szétverték.[24]
- A szent király nem csak életében, hanem más mondák szerint halála után is segítette szeretett népét. László király temetése után 200 esztendővel rettenetes tatár horda támadt Székelyföldre. Ekkor a székelyek elkeseredett vezére a néhai lovagkirályhoz fordult segítségért; és a küzdelem hevében egy hatalmas vitéz jelent meg.[142]
- 1500 körül íródott Ének Szent László királyról- részlet[143]

Idvezlégy kegyelmes Szent László kerály!
Magyarországnak édes oltalma,
szent kerályok közt drágalátus gyöngy,
csillagok között fényességes csillag.
Szentháromságnak vagy te szolgája,
Jézus Krisztusnak nyomdoka követi,
Te szent léleknek tiszta edénye,
Szíz Máriának választott vitéze.
- A szent király életét számos legenda örökítette meg. Ez a legendakör magyar eredetűként templomainkban a mai napig fennmaradt szerte a középkori Magyarország területén. Például a székelyderzsi, a homoródkarácsonyfalvi unitárius, valamint a gelencei római katolikus templomban lévő freskóképek.[144]

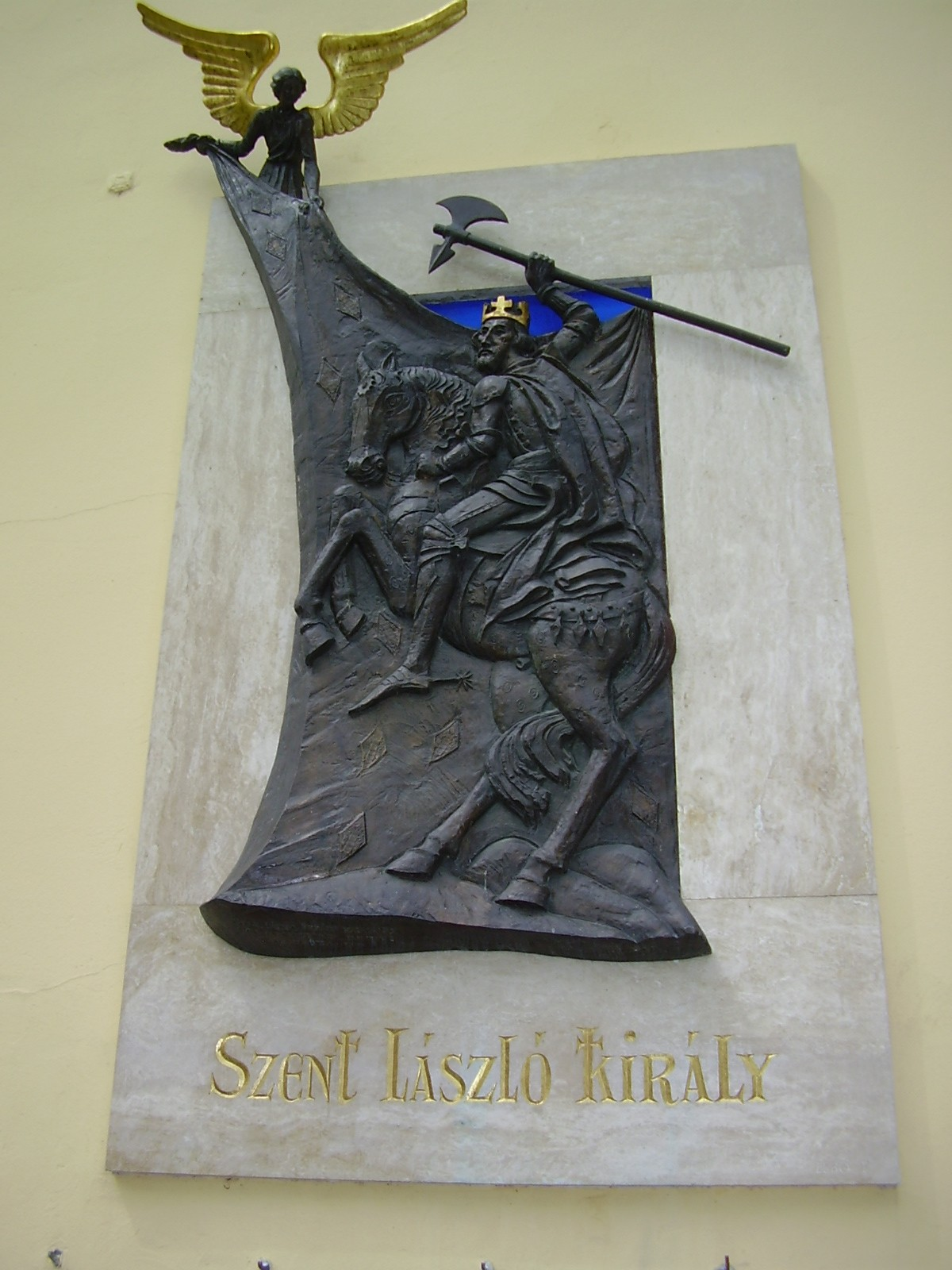
Szent László domborműve Győrben

- Szent László párviadala a kun vitézzel

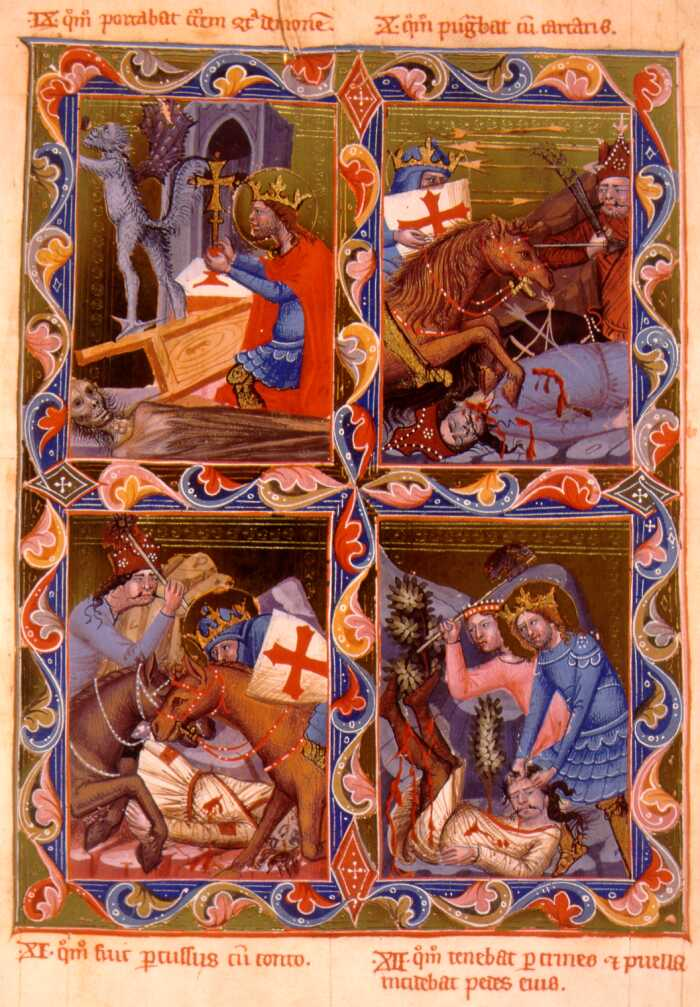
Magyar Anjou-legendárium 1. kép: A király kereszttel védekezik a démon ellen, 2. kép: Szent László harca a kunokkal, 3. kép: Szent László megsebesül, 4. kép: Szent László birkózik a kunnal, akinek lábát a lány elvágja

Évszázadokon át népi mondák, hősi énekek, himnuszok, templomi falfestmények és imádságos könyvek témája lett László párviadala a kun vitézzel a Kerlés hegyi csatában, amit Salamon, Géza és László közösen vívott az ország keleti részeit pusztító besenyőkkel vagy oghuz törökkel. A párviadal szimbolikus értelmet nyert: László győzelme a „kun” harcos felett a kereszténység diadalát jelképezte a barbár pogánysággal szemben. László Gyula szerint a történet pogány eredetű; a fény és a sötétség harcát jeleníti meg. A Képes krónika szerint:
Meglátott végül Szent László herceg egy pogányt, aki egy szép magyar lányt vitt lova hátán, Szent László herceg pedig úgy gondolván, hogy az a váradi püspök lánya, s noha súlyosan meg volt sebesülve, tüstént üldözni kezdte lovával, melyet Szögnek nevezett. Amikor pedig már elérte volna őt, hogy lándzsájával ledöfje, semmiképpen sem volt erre képes, mivel sem az ő lova nem futott gyorsabban, sem amannak a lova nem maradt le semennyire sem, hanem mindegyre kartávolság volt a lándzsa és a kun háta között. Így kiáltott és szólt Szent László herceg a lányhoz: »Szép húgom, ragadd meg a kunt az övénél és vessed magad a földre!« Meg is tette ezt. Amidőn pedig Szent László herceg a földön fekvőt közelről lándzsával ledöfte volna, ugyanis meg akarta őt ölni, a lány nagyon kérte, hogy ne ölje meg azt, hanem engedje el. Ebből is látszik, hogy nincs hűség az asszonyokban, mivel fajtalan szerelemből kívánta őt megszabadítani. A szent herceg pedig sokáig viaskodott vele, s miután inát elvágta, megölte őt. De az a lány nem a püspök lánya volt.
Habár a történetben kun harcos szerepel, László király aligha harcolhatott kunokkal, az ellenség inkább úz volt.
Hivatalos legendáját 1204 után állították össze, és ez számos csodát tulajdonít neki.
- A László életéhez fűződő csodás események között szerepel a „levitáció” jelensége is. Amikor egyik csatlósa megleste ima közben a nagyváradi egyházban, azt látta, hogy a király a föld fölé emelkedett. A nép arról is tudott, hogy László imájával bölénycsordát és szarvasokat varázsolt éhező serege elé, és lándzsájával, miként Mózes a pusztában, a szomjazóknak vizet fakasztott a kősziklából.[116]
- A Gentiana cruciata tárnics magyar elnevezése: Szent László-tárnics,[150] ami onnan ered, hogy a legenda szerint amikor a táborban a katonák között pestis tört ki, a király Istenhez könyörgött. Éjjel megjelent egy angyal álmában, aki azt mondta neki, hogy menjen ki a sátor elé és célzás nélkül lője ki nyílvesszőjét.[150] A nyílvessző egy tárnicsot fúrt keresztül, amelyből kenőcsöt készítettek, és ez megmentette az embereket a haláltól.[150]

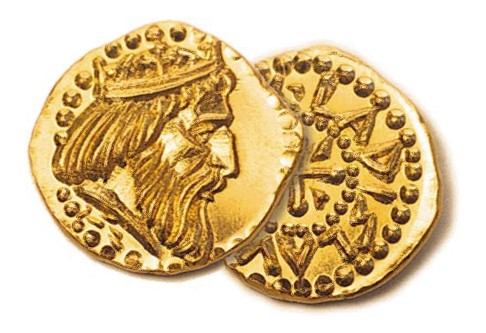
Szent László emlékérem (ifj. Szlávics László alkotása)

### A védőszent
Spalatói Tamás szerint III. Innocentiusz pápa említette, hogy László királyt a szentek sorába kell iktatni, de ez nem megbízható, mivel akkoriban III. Celesztin volt a pápa. A tőle fennmaradt írások nem utalnak László király szentté avatására, ami valószínűsíti, hogy az az ő hozzájárulása nélkül történt.
II. István idején László király váradi sírja istenítéletek helyszíne volt, de lehet, hogy már korábban is elkezdték tisztelni. Szentté III. Béla avattatta 1192. június 27-én. Béla korábban trónörökös volt a bizánci udvarban, ahol László király lányát szentként tisztelték. A majdnem kortárs Regestrum Varadinense szerint a szolga rendű Dénes fia Tekus nyitotta fel a sírt, miután felszabadították. László jobb keze és fejének egyes részei olyan jó állapotban voltak, hogy ereklyeként megtarthatták. Fejének 15. században készült ereklyetartója a győri katedrálisban tekinthető meg.
Szent László Magyarország, különösen a határok, a magyar katonák és a székelyek védőszentje. Egy késő középkori legenda szerint ő vezette a székely csapatokat az 1345-ben betört tatárok ellen. Pestis idején is segítségül hívták. Szent László a Debrecen-Nyíregyházi egyházmegye, illetve Erdély védőszentje.
A polgárőrségről szóló törvény 2011. május 16-án elfogadott módosítása óta Magyarországon Szent László a polgárőrök védőszentje. Gyakran érett férfiként ábrázolják, királyi koronával és hosszúkarddal. Továbbá ábrázolják szarvas előtt térdelve vagy két angyal társaságában is.
A nagyváradiak mai napig nagy Szent László-ünnepséget tartanak minden évben, a húsvét utáni ötödik vasárnap, délelőtt 11-kor a váradi székesegyházban. Ekkor László király mellszobrát kiállítják a székesegyház főoltárára. A szertartás után megtekinthető az a szekerce ereklyetartó, amely Szent László koponyacsontját tartalmazza. Sok zarándok rója le ilyenkor tiszteletét a szentként tisztelt király előtt.
A Baranya vármegyében található község – templomának védőszentje után – a Szentlászló nevet viseli. Sárváron a katolikus templom szintén Szent László nevét őrzi. Szekszárdon Szent László-napi búcsúk hagyományát teremtették meg a város védőszentjének tiszteletére.

### A nevét viselő települések
A Kárpát-medencében több olyan település neve őrzi szent László emlékét:
Magyarországon
- Búcsúszentlászló, Pusztaszentlászló és Zalaszentlászló Zala vármegyében,
- Szentlászló Baranya vármegyében,
- Bakonyszentlászló Győr-Moson-Sopron vármegyében,
- Pilisszentlászló és Vácszentlászló Pest vármegyében,
- Mátraszentlászló Heves vármegyében,
- Jászszentlászló Bács-Kiskun vármegye,
- Bükkszentlászló Borsod-Abaúj-Zemplén vármegyében ami ma már Miskolc része és
- Püspökszentlászló Baranya vármegyében, ami pedig Hosszúhetényé; továbbá

Horvátországban
- Szentlászló

Romániában
- Homoródszentlászló Hargita megyében
- Kisszentlászló és Nyárádszentlászló Maros megyében
- Lászlóvára Krassó-Szörény megyében
- Tordaszentlászló Kolozs megyében
- Szászszentlászló Szeben megyében

Szlovéniában
- Szécsiszentlászló

A magyarországi Szent László nevű települések létrehozták a Szentlászló Szövetséget. 2002. június 8-án Szent László nevű Kárpát-medencei települések kétnapos találkozót tartottak a közép-zalai Zalaszentlászlón, tíz község – köztük erdélyiek és horvátországiak részvételével.
A Kárpát-medencében számos további település templomának nevében, freskóján, szobrán, oltárképén örökítették meg Szent László alakját. Ilyenek például:
- Abrudbánya
- Agyagosszergény
- Verespatak
- Zalatna
- Magyarigen
- Gyulafehérvár
- Bögöz
- Agyagfalva
- Sajószentkirály
- Jászszentandrás

### A nevét viselő intézmények

#### Középiskolák

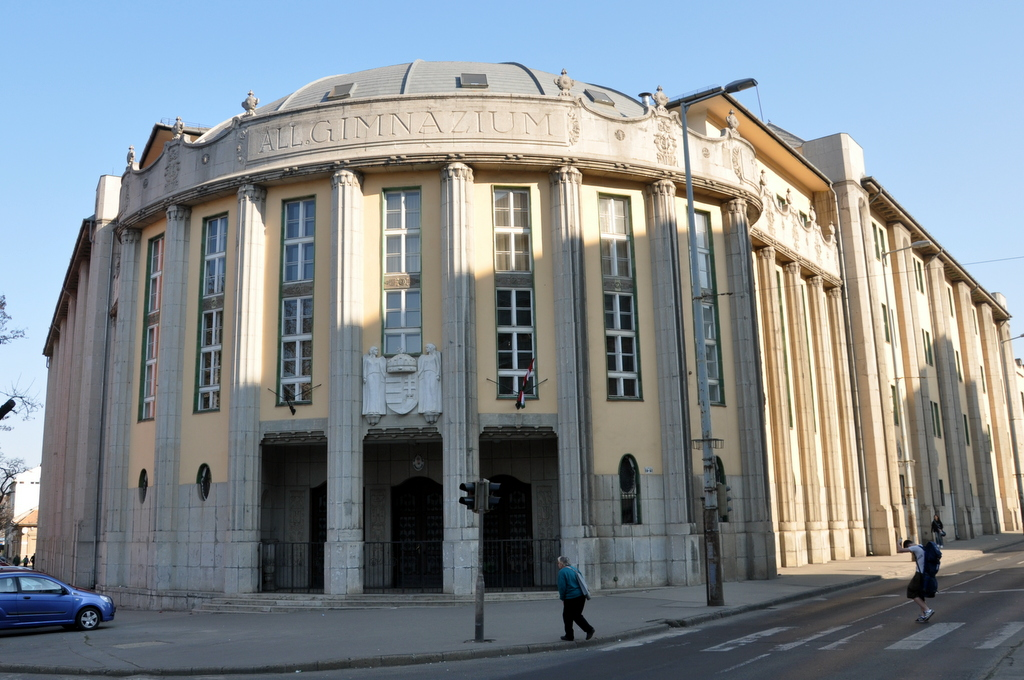
A kőbányai Szent László Gimnázium

- Kőbányai Szent László Gimnázium, Budapest
- Szent László Gimnázium és Közgazdasági Szakközépiskola, Mezőkövesd
- Szent László Gimnázium és Diákotthon, Szob
- Szent László Katolikus Gimnázium, Szakgimnázium, Általános Iskola, Kollégium és Óvoda, Kisvárda
- Colegio San Ladislao, Buenos Aires, Argentína
- Szent László Katolikus Líceum, Nagyvárad
- Szent László Görögkatolikus Gimnázium és Technikum, Debrecen

#### Általános iskolák
- Szent László Általános Iskola és Óvoda, Bakonyszentlászló
- Szent László Utcai Általános Iskola és Óvoda, Békéscsaba
- Budapest Főváros X. kerület Kőbányai Önkormányzat Szent László Általános Iskola, Budapest
- Szent László Általános Iskola, Jászszentlászló
- Szent László Általános Iskola és Pedagógiai Szakszolgálat, Mogyoród
- Szent László Katolikus Általános Iskola, Sárvár
- Türjei Szent László Általános Iskola Türje

#### Egyéb intézmények
- Szent László Kórház, Budapest
- Szent László Általános Művelődési Központ, Baja
- Szent László Regionális Óvoda, Martonvásár

### Egyéb
Tordaszentlászló környékén nagy mennyiségben található Szent László pénze. A legenda szerint ezek Szent László imája következtében kővé változott aranypénzek. Az őslénytan szerint azonban a Szent László-pénzek egykor élt nummuliteszek maradványai, azaz fosszíliák.
Az M9-es autóút Dusnok és Szekszárd közötti szakaszán, Bogyiszló határában húzódik a Duna felett a Szent László híd.
A 2017-es évet Szent László-emlékévnek nyilvánította a nemzetpolitikai államtitkárság a lovagkirály trónra lépésének 940., szentté avatásának 825. évfordulója alkalmából.
2000-ben a romániai Julianus alapítvány kezdeményezte és a Magyarok Székelyföldi Társasága támogatta, hogy ún. Lármafa-találkozókat szervezzenek a Szent László kultusz ápolására. A hegytetőkre emelt lármafákkal eredetileg a székelyek jelezték egymásnak a veszélyt a tatár betörések idején, Az elnevezéssel utalni kívánnak a szórványban élő magyarság nyelvének védelmére.
Engel (2001) szerint Szent László uralkodása alatt kialakultak azok a királyi ceremóniák, amelyek hozzájárultak a magyar központosított államhatalom megerősítéséhez, és e protokollrendszer később a nemzeti identitás egyik alapkövévé vált.

## Fordítás
- Ez a szócikk részben vagy egészben  a   Ladislaus I of Hungary című angol Wikipédia-szócikk ezen változatának fordításán alapul.  Az eredeti cikk szerkesztőit annak laptörténete sorolja fel. Ez a jelzés csupán a megfogalmazás eredetét és a szerzői jogokat jelzi, nem szolgál a cikkben szereplő információk forrásmegjelöléseként.